# ガンダムビルドダイバーズRe:RISE
『ガンダムビルドダイバーズRe:RISE』（ガンダムビルドダイバーズリライズ、英: Gundam Build Divers Re:RISE）は、日本のWebアニメ。ガンダム公式YouTubeチャンネル「ガンダムチャンネル」ほかにて1st Seasonが2019年10月10日から12月26日まで、2nd Seasonが2020年4月9日から8月27日までそれぞれ配信された。略称は『リライズ』。
ガンプラによる対戦競技「ガンプラバトル」を主軸にした「ガンダムビルドシリーズ」のひとつで、2018年にテレビ放送された『ガンダムビルドダイバーズ』の2年後を描いた続編。

## 製作

### 沿革
2018年11月、バンダイナムコホールディングス、創通、サンライズが手がける「機動戦士ガンダム40周年プロジェクト」の一環として「ガンダムビルドシリーズ」の新作が企画進行中であることが明らかとなった。翌2019年7月、パリで開催された第20回Japan Expoにて正式なタイトル、同月の「ガンダムシリーズ」新メディア発表会内で配信フォーマットおよび主要スタッフ、8月25日に配信時間や主要キャストおよび主題歌情報等が順次発表された。
2nd Seasonは12月26日の第13話配信後に制作が発表され、配信時期とティザービジュアルが合わせて公開された。途中新型コロナウイルスの感染拡大の影響により第19話以降の配信および放送延期が発表され。再開するまでYouTubeでは後述のセレクト配信が、BS11、TOKYO MXでは「ガンダムビルドシリーズ」のセレクション放送がそれぞれ実施された。

### 本格的なネット配信
パソコンやスマートフォンによるオンライン視聴が普及した時代に対応して、「ガンダムシリーズ」としては初めて本放送をネット配信としている。「SUNRISE BEYOND」の岡本拓也プロデューサーは、「テレビのブランド力も依然大きいことから、放送スケールの低下という懸念材料もあったが、日本のみならず全世界が同時に視聴可能というネット配信ならでは強みがある」と述べている。
主要な発表媒体はネットに移行したが、作品自体は従来のテレビアニメと同じ尺で作られており、配信開始の2日後からBS11での放送もおこなわれている。ネット配信は初回2話配信だったこと、BS11で第7話と第8話の間にそれまでのストーリーを振り返る特別番組を放送したことでネット配信のほうが1・2週先行しており、番組内でも次回予告時にウェブでは放送より先の話が配信中である旨の告知とYouTube ガンダムチャンネルのQRコードがテロップで表示されている。
2020年9月6日にはガンダムチャンネルで、オンラインライブ配信『ガンダムビルドダイバーズRe:RISE』ファン感謝祭が配信された。

### 作風・演出
過去の「ビルドシリーズ」の主人公たちは全員中学生だったが、本作では少し大人の視点を混ぜていくイメージから、初めて高校生を主人公に設定している。過去作は若年層が入り込みやすい「明るく楽しいガンプラバトル」を目指したバラエティ豊かな作風だったが、毎度同じ作風では飽きられてしまうという懸念から、本作では従来のよさを残しつつも、ひとつひとつのエピソード、ひとりひとりのキャラクターをじっくり描いた緊迫感のあるドラマ作りを心がけている。
ネット配信版では本編各話の終了後に、登場人物のひとりであるカザミが動画配信という体裁で作中のガンプラやガンダム関連情報を解説するコーナー「ジャスティス・カザミのRe:RISE NEWS!!」が放送される。

### ガンダムビルドダイバーズ バトローグ
ガンプラ40周年特別企画として、2020年11月に公開が開始されるスピンオフ短編アニメ。
ファンによる事前投票「ガンプラ大投票」により選ばれた「ハイグレード(HG)シリーズ」のガンプラたちを戦わせるイベント「ガンプラバトル・ワンデイバトルロイヤル」を描いた作品で、登場するガンプラたちは現実におこなわれたガンプラ大投票で選出されている。

## あらすじ
1st Season
ELダイバーをめぐる第二次有志連合戦で伝説的フォースとなった「ビルドダイバーズ」の活躍から2年後。ガンプラバトル・ネクサスオンライン (GBN)では、ログイン中のダイバーの感覚をディメンション上でフィードバックする新技術により、さらに臨場感のあるプレイが楽しめるよう進化していた。
高校生のクガ・ヒロトは、特定のフォースに属さず、ほかのフォースやダイバーに雇われて活動する傭兵ダイバー。イヴという少女を探してひとりディメンション内をさまようヒロトは、隠しミッションをプレイするためのメンバーを探していたカザミに勧誘され、女性ダイバーのメイ、人狐の少年ダイバーパルヴィーズとともに、フレディという犬のような姿をした少年の依頼を受けることになる。彼らは成り行きから「BUILD DiVERS」を名乗ることになり、フレディたち「山の民」の村を襲うヒトツメと呼ばれる敵と戦うことになる。
目的も利害関係も一致しないメンバーが集った「BUILD DiVERS」は、当初はチームプレイがおぼつかずぎこちない関係が続いていたが、各々の過去や欠点と向き合うことでこれを克服し、次第にチームとしてまとまりを見せていく。そしてあるとき、ヒトツメの拠点を叩くために宇宙に上がった「BUILD DiVERS」は、敵の首魁であるアルスと出会う。ヒロトたちの奮闘むなしく、アルスは地表に向けて巨大衛星砲「月の雷」を撃ち込み、地表の都市は壊滅的な被害を受ける。その余波でヒロトたちの世界でも大規模なネットワーク障害が発生し、ヒロトたちはGBNから強制的にログアウトさせられる。
この出来事を受けて現実世界で直接会合したヒロトたちは、隠しミッションでの出来事が「エルドラ」という別の惑星で起こっている現実の出来事であること、ヒロトたちに先立ってエルドラに召喚されたシドー・マサキがアルスの配下として精神を捕らわれ、肉体は現実世界で意識不明のままであることを知る。エルドラでのミッションに失敗すればマサキの二の舞になることを懸念した一同は思い悩むものの、エルドラとマサキを救うために再び立ち上がり、フレディの願いに応えてエルドラを再訪する。
2nd Season
エルドラを再訪した「BUILD DiVERS」は、マサキを召喚した聖獣クアドルンと出会い、アルスがエルドラの先住民である「古き民」に生み出された防衛システムであること、「古き民」がいなくなったあとに生まれたフレディら後発の民族「新しき民」を侵略者と誤認して襲っている事実を知る。一方、アルスも「BUILD DiVERS」の再訪を知り、ヒロトの愛機「コアガンダム」を模倣した「アルスコアガンダム」で襲撃してくる。苦戦を強いられるヒロトは、過去の忌まわしい記憶とともに封印していた武装を使用してアルスを撃退。戦いのあと、仲間たちにイヴとの思い出を独白する。
まだGBNを初めて間もなかったころのヒロトは、イヴとの出会いと交流をきっかけにGBNの素晴らしさを知り、同時にイヴにも淡い思いを抱いていった。イヴはGBN内に生まれた電子生命体・ELダイバーのひとりであったが、同じELダイバーである妹・サラの影響で生まれるバグの処理を引き受けていった結果、自身がGBNを消失させかねないバグに変質していた。GBNの消失を防ぐため、イヴはヒロトに撃たれることを望み、GBNの未来と、自分と同じELダイバーを守ることを託して消滅したのだった。
メイの激励を受けて立ち直ったヒロトは、仲間たちとガンプラの強化を図るとともにクアドルンの傷ついた左翼をガンプラのパーツで修復し、アルスとの決戦の準備を整えていく。一方のマサキは、宇宙でのヒロトとの戦いをきっかけに洗脳が弱まり、「山の民」を守るかのような行動を取り始める。現実世界でのマサキの容態も不安定となり、猶予が少ないことを知ったヒロトたちは、クアドルンの翼の修復を急ぎつつマサキの救出に向かう。ヒロトたちと対峙したマサキは、友であったクアドルンを傷つけ多くの「山の民」を苦しめた罪悪感に圧し潰されかけ、自分を殺すよう懇願する。クアドルンはマサキを巻き込んだことへの贖罪の意識から願いに応じようとするが、ヒロトはかつての自身が味わった後悔をクアドルンにさせたくないと反発し、暴走したマサキの乗機「ガンダムゼルトザーム」を倒しマサキを救出する。
マサキを救い一度地球に戻ったヒロトたちは、アルスの本拠地である「月の雷」を攻略するための準備を開始。メイの後見人であるマギーは、ヒロトたちのさらなるレベルアップを願い、GBN中の強豪ダイバーたちを仮想敵とした超難関リハーサルミッション「ロータスチャレンジ Ver.エルドラ」を企画する。ヒロトの古巣である「AVALON」をはじめとする世界レベルの猛者たちのなかには、2年前のヒロトと因縁をもつミカミ・リク率いる本家「ビルドダイバーズ」も名を連ねていた。「BUILD DiVERS」側は1機も撃墜されず敵要塞を攻略しなければならないというこのミッションは困難をきわめるが、「BUILD DiVERS」は40回目で温存していた「切り札」を使い辛くもミッションを達成する。ミッション後の親睦会でヒロトは初めてリクと対面し、互いに抱えていた罪の意識と葛藤を打ち明け合い和解、同じガンプラを愛する者として改めて再戦を誓い合う。
最終決戦当日。ヒロトたちははイヴの願いが込められた新装備「ネプチューンアーマー」の能力を用いて宇宙に進出し、待ち構えていたアルスの軍勢と対峙する。リハーサルでさらなる強さを得たヒロトたちは、圧倒的な物量差をものともせず敵を蹴散らし、「月の雷」の目前に迫る。対するアルスは新型ガンプラを投入しヒロトたちを追い詰めるが、復活したマサキとクアドルンの援護を受けたヒロトたちは踏みとどまり、リハーサル終盤で披露した「BUILD DiVERS」4機による巨大合体ガンプラ「リライジングガンダム」で「月の雷」の破壊に成功する。しかし、自分の創造主である「古き民」との再会を願い使命を全うしようとするアルスは敗北を認めず、自分を邪魔するヒロトたちを送り込んだ元凶であるGBNに襲撃を仕掛けるが、これを予想していたクアドルンやマギーの働きかけで、再結成された有志連合が迎撃に現れる。アルスはGBNのサーバ自体にダメージを与える攻撃で対抗し優位に立つが、GBNを守るため次々に加勢に現れるダイバーたちの絆の力を見せつけられ圧倒されていく。そして、ヒロトとリクが放った一撃でアルスは倒れ、その人格・因子は新たに生まれたELダイバーの赤子へと再生（リライズ）する。その赤子を抱き上げたメイは、自分が消滅したイヴの因子を引き継いで生まれた存在であると告白し、ヒロトは初めてメイと出会ったあの日からずっとイヴが見守ってくれていたことを知る。
後日、GBNのシステム開発者であるミス・トーリは、「AVALON」のリーダー・クジョウ・キョウヤとGBNのゲームマスター（管理者）であるカツラギとの会話で、GBNの開発テスト中に外部からハッキングを受けた過去を思い出していた。そのハッキングによる痕跡は、サラが初のELダイバーとして確認されたとき、そしてアルスが現れたときと同じ反応であったこと。トーリはデータ生命体となりエルドラから旅立った「古き民」の因子がGBNにたどり着いたことが、ELダイバー誕生のきっかけとなったという推測をキョウヤたちに語る。
一方、ヒロトは幼なじみの少女・ムカイ・ヒナタを連れてエルドラを訪れていた。ヒロトたちが守ったエルドラの景色を眺めるヒナタと「BUILD DiVERS」の仲間たち、さらにフレディたちも加わり仲良く語り合う場面で物語は終結する。

## 作中設定・用語
前作から登場する各設定・用語の詳細な解説は、ガンダムビルドダイバーズ#作中設定・用語を参照。
ガンプラバトル・ネクサスオンライン (GBN)
電脳世界「ディメンション」内で、ガンプラバトルや各種のイベントに参加できる体感型オンラインゲームの一種。GBNのユーザーは「ダイバー」と呼ばれ、自身や使用ガンプラのデータを登録した小型端末「ダイバーギア」を用いてログイン（ダイブ）し、各種のアバター「ダイバールック」の姿で活動することになる。複数のダイバーで結成されるチームは「フォース」と呼ばれ、フォース同士による団体戦やイベントも豊富に用意されている。
本作の時代では、ディメンションや各種コンテンツの規模を拡大した「Ver.1.78」への大型アップデートが実施され、さらにダイバーがプレイ中に受けた感覚を現実の肉体にもフィードバックすることで、より臨場感のあるプレイが楽しめるようになっている。なお、ダイバーにとって苦痛となる感覚は事前にカットされるなど、安全性を考慮した調整が施されているが、エルドラでのミッション中にヒロトが負った傷と同じ傷痕が現実の肉体にも生じている。
G-TUBE（ジーチューブ）
GBNの動画配信サービス。動画の配信者は「G-TUBER（Gチューバー）」と呼ばれ、ゲームのプレイ動画が多数投稿されている。
ノンプレイヤーダイバー (NPD)
GBNにおけるノンプレイヤーキャラクター (NPC)。前作でもNPDは存在していたが、アップデート後はキャラクターごとの個性が強くなっている。
GPデュエル(GPD)
「プラネッツコーティング」という技術を用いたシミュレーションマシン内で、実物のガンプラを動かして戦うゲーム。バトル中に受けたダメージでガンプラが破損するというリスクがあることから、次第にGBNに取って代わられたが、GBNの感覚になじめず転向に失敗したGPDユーザーもいる。前作で描かれた「ブレイクデカール事件」は、GPD愛好家である「シバ・ツカサ」がGBNに対する憎悪から引き起こしたものだった。
ELダイバー（エルダイバー）
GBN内に蓄積された膨大な余剰データによって偶然生み出された電子生命体。実体をもたないデータ上の存在であるため、現実世界で活動するには、そのデータをサルベージする「ビルドデカール」と仮の肉体となるガンプラ「モビルドール」が必要となる。誕生のもととなる余剰データの違いに応じて容姿や性格が決定し、二重人格的な性格をもつ特殊な個体も存在する。初めて確認されたELダイバーは前作の「第二次有志連合戦」の発端となったサラで、以降の2年間で87名のELダイバーたちが発見・保護され、人間のダイバーとほぼ変わらない生活を送っている。
GBNのシステム開発者であるミス・トーリは、電子データとして宇宙に旅立ったエルドラの「古き民」の因子が、開発中のGBNのシステムにたどり着いたことがELダイバー誕生のきっかけになったと推測する。
ELバースセンター（エルバースセンター）
GBN運営陣によって設立されたELダイバーの保護施設。2年前のサラのサルベージ作戦に貢献したコーイチ（ナナセ・コウイチ）とシバ・ツカサが主要スタッフとなり、ビルドデカールとモビルドールの製作・配布をおこなっている。
称号
アップデート後に追加された、ミッション報酬のひとつ。階級などの一般的なものから「ガンダムシリーズ」のキャラクターの異名までさまざまな称号が存在し、特に「赤い彗星」などの有名な称号は希少性が高い。
クリエイトミッション
地形や敵の性能・配置、クリア条件など、各ダイバーやフォースが思い思いに自作したフィールドを用いてプレイするモード。バトルやイベントのリハーサルに用いられたり、前作の「ロータスチャレンジ」のようにほかのダイバーやフォースに提供されるミッションもある。
グランダイブチャレンジ
フォース「グラナダ・ブルー」が主宰する水中ミッション。水深500メートルの「グランダイブプール」内で襲いかかるグラナダ・ブルーの攻撃を掻い潜り、底面に沈んだハロを1体でも水上に持ち帰ればクリアとなる。深層ほど水圧がかかるため、ガンプラには合わせ目消しなど丁寧な基本工作による耐圧加工が必須となる。
ロータスチャレンジ Ver.エルドラ
エルドラでの最終決戦を控えた「BUILD DiVERS」のためにマギーが企画したリハーサルミッション。「ロータスチャレンジ」を主宰するフォース「ロータス」の支援のもと、「ビルドダイバーズ」や「AVALON（アヴァロン）」などの前作や外伝作品に登場する強豪フォースたちを仮想敵とした豪華かつ超難関のミッションに仕立てられている。クリア条件は、通常の「ロータスチャレンジ」と同様に要塞「ラビアン・クラブ」内部にあるコアユニットを制限時間以内に破壊するという内容であるが、地上から宇宙に上がるパートは省略され、制限時間も従来の倍である30分以内に設定されている。ただし、「BUILD DiVERS」側は5つあるエリアを1機も撃墜されることなく突破しなければならず、さらに各エリアにいる敵は世界レベルの強豪ダイバーたちであるため、難易度は大幅に高くなっている。撃墜されたり、制限時間を超えた場合はエリア1からの再挑戦となる。
「BUILD DiVERS」は計40回におよぶ再挑戦の末にクリアする。
隠しミッション（シークレットミッション）
既存のミッションにはない設定や展開が盛り込まれた特殊ミッション。ダイバーたちのあいだでは、アップデート後に実装が予定されている大規模連戦ミッション「ストーリーミッション」ではないかと噂されている。
フレディのミッション
ヒロトたちが「BUILD DiVERS」を結成するきっかけとなるミッション。地球に似た惑星「エルドラ」を舞台に、現地民である「山の民」を襲う謎の敵「ヒトツメ」を撃破するというのが大まかな内容で、物語仕立てのミッションを複数回に分けておこなう形式から、当初ヒロトたちはストーリーミッションの一種ではないかと推測する。しかし、エルドラでのミッションを進める中で、プログラムで行動するNPDとは思えない「山の民」たちの情緒豊かな振る舞いや、ほかのミッションでは起こりえない事象、そして「ヒトツメ」の衛星兵器による甚大な被害が現実の地球にまで及んだことを目の当たりにしたヒロトたちは、これが地球と離れた別の惑星で現実に起きている出来事であると確信する。
ガンプラバトル・ワンデイバトルロイヤル
『バトローグ』に登場。周年で開催されるバトルイベント。シーズン単位で熱いプレイをおこなったダイバーたちを各ブロックの予選で絞り込み、最終ラウンドで決着をつける。バトルで使用される機体は、全ダイバーによる「ガンプラ大投票」で上位となった機体を中心にランダムで各ダイバーに割り当てられる。
エルドラ
フレディたちの住む惑星で、地球から30光年先にあるとされる。地球側からの呼称は「1G1202C」。住民たちは皆犬型の獣人のような姿をしており、祖先や先住民に対する信仰心が強く、各所に存在する古代遺跡を聖域としている。
「ヒトツメ」と呼ばれる存在の襲撃を受け、対抗するためにレジスタンスを組織しているが、保有兵器の性能差から劣勢を強いられている。
ヒトツメ
エルドラの現住民（山の民）を襲撃するガンプラの姿をした敵。「ヒトツメ」とは山の民側の呼称で、機体を操縦する目玉状のマシン「ガードアイ」が由来となっている。その正体は、エルドラの先住民「古き民」によって生み出された人工知能「アルス」が、GBNから得たデータと「古き民」の高度な技術を用いて作り出した兵器群。
古代遺跡
「古き民」がエルドラの各地に遺したとされる遺跡。内部になる召喚台の周囲には「エルドリウム鏡砂」と呼ばれる特殊な砂が存在し、電磁記録を読み込んで万物を顕現させる効力を用いることで、他星の人やものを実体化させ召喚することができる。「古き民」によって創造されたアルスは同じ「古き民」が建設した遺跡を攻撃することができないため、「新しき民」の一時避難場所として利用される。

## 登場人物

### BUILD DiVERS
主人公のヒロトが、エルドラのミッションに参加していたほかのソロダイバーたちと偶然結成するフォース。前作の「ビルドダイバーズ」と同名であるが、メンバーのメイの提案によって「DIVERS」の「I」を小文字表記とした「BUILD DiVERS」として登録される。なお本記事では、区別のために本作の「ビルドダイバーズ」を英字、前作の「ビルドダイバーズ」をカタカナで表記する。
ヒロト（クガ・ヒロト）
声 - 小林千晃
本作の主人公。17歳の高校生。ファイターとビルダーの両方で高い技術をもつ上級ダイバー。使用ガンプラはコアガンダム→コアガンダムII。親交のあった少女イヴとの別れをきっかけに一度GBNを引退していたが、GBNのどこかにいるであろうイヴを捜すために、ほかのダイバーやフォースに雇われ活動する傭兵ダイバーとして復帰する。
その活動目的から通常得られる報酬に興味はなく、雇い主とは「ミッション中のフィールドを自由に探索させてもらう」ことを報酬とする契約を結んでいる。実力面での評価は高いものの、無断で味方を利用したり切り捨てる戦術を多用することから人格面での評価は低い。「BUILD DiVERS」の結成当初もその姿勢をつらぬき、メンバーたちとの確執を生むが、同じミッションをこなすうちに次第にかつての情熱を取り戻していく。
かつてはGPDからの移行期にGBNを始めたプレイヤーのひとりで、GPDとの感覚の違いになじめず挫折しかけていたところ、イヴとの出会いと交流を経て成長を遂げ、世界ランク1位フォース「AVALON」のメンバーにまで上り詰めた。しかし、ミカミ・リク率いる「ビルドダイバーズ」との第二次有志連合戦直前に、バグ化しかけたイヴを救えず消滅を見送るというつらい別れを経験。第二次有志連合戦終盤では、自分に似た境遇でありながらサラを救おうと奮闘するリクに嫉妬し狙撃しようとするが、「自分のような子（サラ）を救って欲しい」というイヴの最期の言葉を思い出し断念する。独りよがりな感情でイヴとの約束を破りかけた自分を悔いたことが、一度GBNを離れた真相である。
エルドラ再訪の戦いでは、アルスからリクを撃たなかった自身の過去を指摘され動揺するが、これを乗り越え勝利。仲間たちにも過去を打ち明けるとともに、エルドラでの戦いへの決意を新たにする。
最終決戦前の「ロータスチャレンジ Ver.エルドラ」終了後の親睦会では、メイの計らいでリクやサラと2年前の出来事を語り合い、わだかまりを解消するとともに同じガンプラを愛する者としてリクと再戦を誓い合う。
カザミ（トリマチ・カザミ）
声 - 水中雅章
正義の騎士「ジャスティスナイト」を自称するダイバー。使用ガンプラも同じ名を冠したガンダムジャスティスナイト→ガンダムイージスナイト。家業は漁師で、小型の漁船を所有している。ログイン時は体格のいい青年の姿をしているが、現実ではヒロトよりも小柄な少年。キャプテン・ジオンのようなヒーローにあこがれてさまざまなパーティを渡り歩き、Gチューバーとしても積極的に活動している。しかし、理想が先行して肝心の実力が追い付いておらず、バトルでは自分勝手な行動で仲間との連携を乱すため、戦績や周囲からの評判は悪い。一方で他人への面倒見はよく、気楽さと調子のよさでGBNを楽しんでいる。
ヒロトの実力に惚れ込み、称号報酬目当ての隠しミッションに誘ったことが「BUILD DiVERS」結成のきっかけとなる。フォースリーダーを自称して仲間たちを仕切ろうとするが、ここでも自身の悪癖が露呈して成果を出せず、焦りからヒロトとの仲も一時悪化する。「勝利するのがかっこいいヒーロー」「敗北は恥」と考えていたが、キャプテン・ジオンが敵に倒されながら何度も立ち上がり戦う動画を見て考えを改め、乗機を破壊されながらも初めて敵を撃墜して任務を達成し、ヒロトたちからも認められる。以降は軽率な行動を控えるようになり、リーダーとしての自覚を強めていく。エルドラ住民のマイヤとは相性の悪さから衝突が絶えなかったが、「ヒトツメ」との戦いを経て次第に仲を深めていく。エルドラの真実を知ってからは、命がけの戦いを恐れ一度は躊躇するが、必死で生きるマイヤたちのために戦うことを決意。「仲間を守る盾になる」という自分なりのリーダーとしての役目を見出し、その思いが反映された新型機イージスナイトを完成させる。最終話ではキャプテン・ジオンと初の直接対面を果たし、同じ大剣同士の必殺技で多数のヒトツメ機を撃墜する。エピローグではキャプテン・ジオンとのコラボレーション動画が再生数1億回以上を達成し、一流Gチューバーの仲間入りを果たす。マイヤとの関係も順調で、エルドラへの訪問時は彼女の手料理を楽しみにしている。
メイ
声 - 渕上舞
ソロ活動を信条とする女性ダイバー。使用ガンプラはウォドムポッド、モビルドールメイ。その正体はELバースセンターに保護されたELダイバーのひとりで、「ガンプラバトルをおこないたい」という気持ちの余剰データから生まれたため、無意識にバトルへの強い執着心をもっている。冷静かつ最善の戦略を駆使して相手を追い詰めるスタイルから、ダイバーたちから恐れられている。ELダイバーのなかでは特に感情表現にとぼしく冷徹な印象が強いが、不器用ながら他者を思いやる優しさをもち、「BUILD DiVERS」の仲間やエルドラの住人たちとの交流を経て表情も豊かになっていく。前作の「ビルドダイバーズ」やマギーなどの上位ダイバーたちとは面識があり、特に同じELダイバーであるサラを「姉さん」と呼び慕っている。
当初は仲間たちにも自身の素性を隠していたが、捜索していた行方不明のダイバー「シド」との戦いでウォドムポッド内部に隠していた「モビルドールメイ」を披露し、自身の正体と目的を明かす。ELダイバーという出自からGBNも現実世界も等しく大切であると思っており、エルドラの真実を知ってなおフレディたちを救うために戦い続けることを表明する。敵の首魁であるアルスに対しては、悪意ではなく純粋に「エルドラを守る」という使命のもとに行動していることに理解を示し、アルスを消滅させる以外の解決方法を模索する。最終決戦後は、アルスの因子を受け継いで生まれたELダイバーの赤子を抱きかかえながら、自身が消滅したイヴのわずかな因子を受け継いでいるとヒロトたちに告白。その証拠として、自身の二の腕に巻かれた、ヒロトがイヴに贈ったイヤリングに似たデザインのアクセサリーを見せる。
パルヴィーズ（パトリック・アレクサンドル・レオナール・アルジェ）
声 - 南真由
引っ込み思案な初心者ダイバーで、前作から登場するシャフリヤール（シャフリ）の弟。愛称は「パル」。使用ガンプラはヴァルキランダー→エクスヴァルキランダー。ログイン時は人狐の少年の姿だが、現実世界では航空事故の後遺症で半身不随となっており、電動車いすでの生活を余儀なくされている。とある高貴な家柄の正統な後継者として生まれたが、シャフリら多くの兄や姉たちの存在もあって重圧を感じており、事故で受けた心の傷もあいまって、臆病で自己評価が低い性格となっている。それを不憫に思ったシャフリの勧めでGBNを始め、若くして一流のビルダー技術を身に着けている。仲間とのパーティプレイやフォース活動にあこがれているが、自信のなさから他人に声をかけることができず、結果を出せないままソロ活動に甘んじていた。さらに事故のトラウマから空を飛ぶことに恐怖を抱くようになり、GBN内でもヴァルキランダーの飛行能力を活かせず歩行のみで移動していた。
「BUILD DiVERS」結成後も過去を引きずりくすぶっていたが、自分を評価してくれたヒロトの「望めばガンプラは応えてくれる」という言葉を受けて奮起し、仲間の窮地を救うべくヴァルキランダーの能力を解放して勝利をつかむ。「山の民」の幼子たちからは外見年齢が近いこともあって慕われており、ヴァルキランダーに乗せて空を飛ぶという約束をする。エルドラの民を思い悩む聖獣クアドルンに対しては、同じ「人の上に立つ身」であることと「飛べなくなった」過去の境遇から共感と尊敬の念を抱いており、クアドルンの失われた翼をガンプラのパーツで補修することを進言したり、クアドルンの姿をエクスヴァルキランダーのイメージソースに取り入れたりする。

### ビルドダイバーズ（前作）
前作の主人公であるリクをリーダーとするフォース。登録名としては「BUILD DIVERS」（大文字のアイ）であり、ヒロトたちが「フレディのミッション」でフォースを結成することになった際のデフォルトネームに設定されていた。第二次有志連合戦では、有志連合との圧倒的に不利な戦力差を覆して勝利を収め、GBNの崩壊を救うとともにELダイバーの存在を守った立役者となった。前作での活動の詳細はガンダムビルドダイバーズ#ビルドダイバーズを参照。
リク（ミカミ・リク）
声 - 小林裕介
前作の主人公。ガンプラを愛するひたむきな少年。使用ガンプラは、前作の愛機である「ガンダムダブルオースカイ」を改修した「ガンダムダブルオースカイメビウス」。前作では初心者ダイバーであったが、仲間やライバルたちとの出会いや数々の事件を経て急成長を遂げ、上位ダイバーの仲間入りをしている。
「ロータスチャレンジ Ver.エルドラ」ではヒロトと互角の戦いを繰り広げ、コアガンダムIIのギミックを活かした回避とその判断力を好評する。その後の親睦会では、第二次有志連合戦の裏で起きていた悲劇をメイから知らされ、対面したヒロトに謝罪し、和解を果たすとともにライバルとして再戦を誓い合う。
サラ
声 - 照井春佳
公式に初めて存在が確認されたELダイバーの少女。前作終盤ではGBN崩壊の危険因子として消去されかけたが、第二次有志連合戦で「ビルドダイバーズ」が勝利したことで存在を認められ、シバとコーイチが共同で製作したビルドデカールとモビルドールによって現実世界で活動できるようになった。現在は仲間たちとともに同胞であるELダイバーたちの保護に尽力している。
コーイチ（ナナセ・コウイチ）
声 - 田丸篤志
フォース最年長メンバーで、シャフリヤールも認める優秀なビルダー。現在はELダイバーの支援施設である「ELバースセンター」で勤務し、保護されたELダイバーの素体となるモビルドールの製作をおこなっている。
親睦会ではパルヴィーズのエクスヴァルキランダーに興味を示し、そのユニークな発想を称賛する。
ナミ（ナナセ・ナナミ）
声 - 伊藤かな恵
コーイチの妹。本作ではELダイバーのサポートスタッフを務めており、「BUILD DiVERS」の現実世界での会合に出席したメイの付き添いとして登場する。このときはサングラスに黒いスーツというSP風の服装をしており、いっさい言葉を話さない。最終話ではザクレロをモチーフにしたパワードスーツで参戦し、多数のヒトツメ機を撃破する活躍を見せる。
ユッキー（ヒダカ・ユキオ）
声 - 藤原夏海
初期メンバーのひとりで、リクをGBNに誘った親友。高いビルダー能力と砲撃戦術でリクを支える。
モモ（ヤシロ・モモカ）
声 - 稗田寧々
初期メンバーのひとりで、運動神経に優れた快活な少女。可愛いものが大好きで、自身が使用するモモカプルにもその嗜好が反映されている。
「ロータスチャレンジ Ver.エルドラ」ではメイとパルの二人と交戦し、コーイチに自機を野球のバッティングのように打たせ、背後から敵味方関係なくビームを浴びせるという戦法を見せる。
アヤメ（フジサワ・アヤ）
声 - 沼倉愛美
SDガンダムを愛好するくノ一姿のダイバー。同じSD使いであるパルヴィーズに興味を抱き、エクスヴァルキランダーの完成度の高さを称賛する。

### GBNダイバー
イヴ
声 - 水瀬いのり
ヒロトが捜している行方不明の女性ダイバー。GBN初心者だった2年前のヒロトにガンプラとGBNの可能性を説いた人物で、二人で過ごした時間はヒロトにとってかけがえのない記憶となっている。太陽系など宇宙に憧憬を抱いた言動が多く、のちのコアガンダムのプラネッツシステムのイメージソースとなっている。
その正体はサラの姉にあたるELダイバー。ディメンションの各地でバグ化したサラの断片をその身に取り込むことでGBNの崩壊を抑えてきたが、その影響で自身もバグ化しかけたため、「誰かのために頑張れるヒロトでいてほしい」という約束を遺し、ヒロトの目前で消滅した。この出来事はヒロトにとって大きなトラウマになったが、克服したあとはエルドラを守るための原動力になっていく。
キャプテン・ジオン
声 - 速水奨
GBNに深い情熱を注ぐヒーロースーツ姿のダイバー。「GBNの守護神」「マナーの伝道師」を自負し、ダイバーのマナー改善のためにGチューバーとして自警活動を配信している。マナー違反者に対してはまず対話による説得を試みるが、たいていは拒絶されてバトルとなるため、そのときはいっさいの容赦なく敵に天誅を下す。一方で、自分が敗北した姿も包み隠さず公開しており、それが視聴者たちからの支持を得る理由ともなっている。自分のファンであるカザミに着目しているが、早計という理由からあえて自分から接触することを控えている。
最終話での戦いに参加し、カザミと初めて対面を果たす。
ガザ三兄弟
声 - 藤井隼（長男）、山口崇浩（次男）、大塚剛央（三男）
GBNでさまざまな迷惑・違反行為を働いている3人組のダイバーたち。その名のとおり全員がガザ系MSの改造機を使用し、「GBNの最古参」「泣く子も黙る存在」を自称する。たび重なる違反行為を問題視したキャプテン・ジオンによって修正（成敗）される。その後は改心し、キャプテン・ジオンを支える仲間となる。
ゴジョウ
声 - 山下誠一郎
カザミが過去に所属していたフォースのリーダー。チームプレイを重視する実直な人物。フォースを脱退したカザミを現在も気にかけている。
サガリ、ユウリ
声 - 千本木彩花、千葉翔也
ゴジョウのフォースの仲間たち。勝ち気な性格の女性がサガリ、小型な少年がユウリ。二人とも自分勝手なカザミを軽蔑している。
マイヨール、ネ・ルージュ、クラウン
声 - 家中宏、村上裕哉、濱本大史
水中戦フォース「グラナダ・ブルー」のメンバーたち。リーダーのマイヨール以下全員が中高年男性のダイバールックで、ゾックやアッガイといった水陸両用MSの改造機に搭乗する。「グランダイブチャレンジ」で味方をおとりにしたヒロトに出し抜かれ敗北するが、それも戦術だとしてヒロトの健闘をたたえる。

#### 前作から登場するダイバー
マギー
声 - 村田太志
フォース「アダムの林檎」のリーダーを務める上位ダイバー。本作ではディメンション内でも自分の店を経営しており、ダイバーたちの重要な情報交換の場となっている。またメイを自分の店に住まわせ、後見人として見守っている。
メイを通じてエルドラの存在を知り、最終決戦前にはエルドラでの戦いを記録したカザミの動画をGBN中に拡散させ、「ロータスチャレンジ Ver.エルドラ」を企画するための人員を募るなどして「BUILD DiVERS」を支援する。
シャフリヤール（リュック・アルジェ）
声 - 逢坂良太
フォース「SIMURGH（シームルグ）」のリーダーでパルの兄。GBN有数のガンプラビルダーであり、親交の深い者からは「シャフリ」の愛称で呼ばれる。事故で心身に傷を負っていたパルヴィーズにGBNのプレイを勧めた。「ロータスチャレンジ Ver.エルドラ」ではお互いに初対面のふりをして相まみえ、高速トランザムバトルを通じて弟の成長を確認する。
クジョウ・キョウヤ（キスギ・キョウヤ）
声 - 笠間淳
フォース「AVALON」のリーダーで、GBN最強のチャンピオン。第二次有志連合戦では連合側の大将を務め、リクたち「ビルドダイバーズ」と激闘を繰り広げた。ヒロトの実力を高く評価しており、「AVALON」を辞めたことを惜しんでいた。ガンプラだけでなくカードゲームにも精通しており、デジタルカードゲーム『ガンダムトライエイジ』の知識をもとに製作した「ガンダムTRYAGEマグナム」を新たな愛機としている。
「ロータスチャレンジ Ver.エルドラ」では、単機で「BUILD DiVERS」全機を一時行動不能にするなど、チャンピオンとしての圧倒的な実力を見せる。
エミリア
声 - 森なな子
「AVALON」の副隊長（サブリーダー）のひとり。知的で生真面目な女性であるが、面倒見がいい面をもつ。「ロータスチャレンジ Ver.エルドラ」ではカルナと連携してヒロトと交戦し、「AVALON」時代から変わらない回避行動の癖を指摘する。
カルナ
声 - 中島ヨシキ
「AVALON」の副隊長のひとり。ヒロトを可愛がっており、「AVALON」を辞めたあとも気にかけていた。「ロータスチャレンジ Ver.エルドラ」では、ヒロトのGBN復帰と再会を喜ぶ一方で、バトル中は連絡をよこさなかった不義理に対する「お仕置き」としてヒロトをいたぶろうとする。
ロンメル
声 - 速水奨
「AVALON」と双璧をなす上位フォース「第七機甲師団」のリーダー。フェレットのようなダイバールックに似合わないプロの戦略家。「ロータスチャレンジ Ver.エルドラ」ではキャプテン・ジオンの名を口にしたカザミに動揺し突破を許したり、終了後の親睦会ではキャプテン・ジオンに対する熱い想いを語るカザミに嬉しそうな様子を見せたり、アルスとの戦闘中に「準備」のため撤退した後にキャプテン・ジオンが現れるなど、両者が同一人物らしきことを暗示する描写がされている。
クルト
声 - 山本兼平
「第七機甲師団」の副官を務める中年男性風のダイバー。ロンメルを尊敬しているが、ときおり見せる茶目っ気やわがままに呆れることもある。
タイガーウルフ（オオガミ・コタロー）
声 - 諏訪部順一
フォース「虎武龍（とらぶりゅう）」のリーダーを務める、人狼姿の格闘家ダイバー。性格やGBNに対する姿勢が正反対であるシャフリとは子どものようなけんかを繰り返しているが、内心ではお互いを認め合っている。「ロータスチャレンジ Ver.エルドラ」終了後は、ヒロトを気に入り弟子にしようと勧誘するが、シャフリの横槍を受けうやむやとなる。
オーガ
声 - 羽多野渉
フォース「百鬼」のリーダーで、強者との戦いを至上とする勇猛なファイター。バトルや対戦相手を食事にたとえる独特の感性をもち、「食らう」「味わう」などといった言葉で評価する。前作では自分と渡り合ったリクを好敵手と認め、第二次有志連合戦では「ビルドダイバーズ」と共闘して勝利に貢献した。「ヒトツメ」の「月の雷」の余波によるGBNのシステムダウン中は、戦えない鬱憤を愛機の「ガンダムGP-羅刹」に込めた改修機「ガンダムGP-羅刹天」を完成させる。リクとは2年の間バトルを繰り返すうちに打ち解けており、「ロータスチャレンジ Ver.エルドラ」ではヒロトとカザミの実力を認めて新たな好敵手に認定する。
ドージ
声 - 松岡禎丞
オーガの弟で「百鬼」のメンバー。前作では兄への劣等感からマスダイバーとなる騒動を起こすが、その過去を乗り越え大きく成長している。本作では、前作でオーガが使用していた「オーガ刃-X」の改修機「ドージ刃-X」を愛機とする。
ローズ
声 - 東内マリ子
「百鬼」唯一の女性メンバーで、気風がいい姉御肌の人物。
ロータス
声 - 乃村健次
高難度クリエイトミッション「ロータスチャレンジ」を主宰するフォース「ロータス」のリーダー。マギーの要請を受け、「BUILD DiVERS」のエルドラでの決戦を想定したリハーサルミッション「ロータスチャレンジ Ver.エルドラ」を取り仕切る。
アーク
声 - 竹田海渡
外伝『ガンダムビルドダイバーズ ブレイク(GBD-B)』の主人公のひとり。コンビフォース「ZA-∀Z（ザッズ）」のメンバー。マスダイバーだった過去をもつが、現在は足を洗い健全なダイバー活動を続けている。
ゼン
声 - 宮崎遊
『GBD-B』のもうひとりの主人公で、「ZA-∀Z」に所属するアークの相棒。マスダイバー時代のアークにあこがれ自身もマスダイバーとなるが、先にマスダイバーを辞め更生したアークと一時対立していた。現在は和解しフォースを再結成する。
シバ・ツカサ
声 - 八代拓
コーイチの旧友。前作ではブレイクデカールの売人としてGBNの崩壊をもくろんでいたが、有志連合との総力戦とリクとのGPDによる一騎討ちで敗北したのち改心し、消滅の危機に瀕したサラを救うためビルドデカールを製作する。現在はコーイチとともにELバースセンターに勤務し、ビルドデカールの製作と配布をおこなっている。前作と同じく、GBN内では「ハロ」のダイバールックと「アンシュ」のダイバーネームで活動している。最終話ではコーイチと合作した複座機「ロードアストレイダブルリベイク」を駆って参戦する。
ゲームマスター（カツラギ）
声 - 竹本英史
GBNの運営責任者。ディメンション内では『SDガンダムフォース』に登場するガンダイバーの姿で活動している。前作ではサラを生命体ではなく「ただのバグ」と認定して排除しようとしたが、「ビルドダイバーズ」が起こした奇跡を見て考えを改め、サラとGBNを救うリクたちに協力した。
本作の第25話終盤に登場し、最終回ではみずから機体を駆ってアルスとの戦いに参加する。
ミス・トーリ
声 - 中原麻衣
GBNのシステム開発者。ディメンション内では『SD戦国伝』に登場する結晶鳳凰の姿で活動している。
本作の最終話に登場し、みずから構築した修正パッチを用いてアルスのGBNサーバへの攻撃に対抗する。
パトリック・コーラサワー（仮称）
『機動戦士ガンダム00』に登場する同名キャラクターの姿をしたダイバー。前作にも同じ姿をしたダイバーが登場するが、同一人物であるかは明言されておらず、本名・ダイバーネームともに不明。前作と同じく直接本編にかかわることはないが、毎話の背景のどこかに登場している。キャプテン・ジオンからは「コーラさん」と呼ばれG-TUBEの動画で共演していたり、最終話エピローグではキャプテン・ジオンやカザミとともに看板広告を飾っている。

### エルドラ

#### 山の民
犬のような特徴をもつ獣人の種族。先住民である「古き民」がエルドラを離れたあとに誕生した種族で、「新しき民」とも呼ばれる。当初「BUILD DiVERS」は彼らのことをGBNのミッションに登場するNPDと認識していたが、のちに地球から離れた惑星に住む本物の異星人であることが判明する。
ヒトツメに対抗するためにレジスタンスを組織していたが、アルスが放った衛星兵器「月の雷」によって本拠地としていた水上都市セグリが壊滅し、負傷などで戦線を離れていた者たちを除きレジスタンスも壊滅状態に追い込まれる。
フレディ
声 - 加隈亜衣
山の民の少年。好奇心旺盛で早とちりな性格。村近くの遺跡にある石碑に触った際にGBNの映像が流れるようになり、そこでリクたち「ビルドダイバーズ」の活躍を目撃する。その後、村をヒトツメに襲撃された際に石碑に向かって助けを求めたことでエルドラに召喚されたヒロトたちを「創造主様」を呼びあがめ、彼らがヒトツメたちを圧倒する姿を見て伝説のフォース「ビルドダイバーズ」と確信。以後ヒロトたちを導く案内人的存在となり、自身も「BUILD DiVERS」の一員であると公言するようになる。
『バトローグ』では「ガンプラバトル・ワンデイバトルロイヤル」の実況を担当。「ガンダムシリーズ」の知識に乏しいため、『機動戦士ガンダム大百科』を眺めながら必死にイベントの進行をおこなう。
マイヤ
声 - 三村ゆうな
フレディの姉。正義感が強く冗談が通じない性格。当初はカザミの軽率な発言が原因でヒロトたちに不信感を抱くが、徐々に信頼するようになる。聖獣クアドルンに強く憧れており、ミラーグ山で本物に対面したときは緊張で会話もままならなくなる。
ストラ
声 - 藍原ことみ
マイヤの幼なじみの若者。腕白でレジスタンスへの加入を希望している。無断で車に忍び込んでセグリのジェドの下に向かい協力を申し出るも却下され、カリコ、ザブンに村まで送り届けられる途中で「月の雷」の照射の余波に巻き込まれる。その後はヒトツメの襲撃から逃れてきた集落の者たちに助けられ、集落付近の遺跡の調査に来たカザミとマイヤ、合流してきたヒロトたちとも再会する。
アシャ、トワナ、フルン
声 - 高田憂希、泊明日菜、村瀬迪与
山の民の三人組の子どもたち。一番活発な女の子がアシャ、頼もしい性格の男の子がトワナ、ジリクの孫でおとなしい性格の男の子がフルン。ダイバールックと外見年齢が自分たちに近いパルになついており、ヴァルキランダーに乗って空を飛びたいとせがんでくる。
トノイ
声 - 田中完
フレディの父で山の民の村長。すべての村民に敬意をもって接する人格者。
ジリク
声 - 相馬康一
山の民の有力者である老人。
ジェド
声 - 柳田淳一
フレディとマイヤの兄。勇敢な人物で、家族と離れてレジスタンスの小隊長を務めている。ヒロトたちが宇宙に上がった際には水上都市セグリに待機していたが、「月の雷」によって死亡する。
カリコ、ザブン
声 - 沖野晃司、真木駿一
ジェドを補佐する二人の副隊長。プライドが高くやせているのがカリコ、おっとりした性格で恰幅がいいのがザブン。二人とも故郷の村を「ヒトツメ」に滅ぼされている。勝手に付いてきたストラを村まで送り届ける途中で「月の雷」の照射の余波に巻き込まれる。その後は「ヒトツメ」の襲撃から逃れてきた集落の者たちに助けられ、集落付近の遺跡の調査に来たカザミとマイヤ、合流してきたヒロトたちとも再会する。最終話エピローグ終盤では、主人（アルス）を失い行き場をなくしたガードアイに、過去の怨恨を超えて手を差し伸べる優しさを見せる。
ゴルス
声 - 山口太郎
レジスタンスのリーダー。左眼を覆う石製の眼帯が特徴。「月の雷」発射後は重傷を負いながらも生存し、各地の同志を集めてレジスタンスを再編する。
ムラン
声 - 川田紳司
レジスタンスの小隊長のひとり。協力関係にあったマサキに裏切られた経験から「BUILD DiVERS」に懐疑的な立場を取る。物資移送任務の後は戦線を離れていたこともあり、「月の雷」発射後は運よく生存し、フレディの村で再会したヒロトたちに協力する。
アビリー
声 - 梅津秀行
水上都市セグリに住むレジスタンス有力者の長。「月の雷」によって死亡する。
ロボチ、イサイ、ドンジョ
アビリーと同じくセグリに住むレジスタンスの有力者たち。しゃれた洋装の紳士がロボチ、扇子をもった長身痩躯の男性がイサイ、特徴的な杖をもった恰幅のいい男性がドンジョ。アビリーとともに「月の雷」によって死亡。

#### 聖獣
クアドルン
声 - 土師孝也
ミラーグ山の空中神殿に住まう伝説の聖獣。ムランとは旧知の仲。ヒロトら地球から召喚された者たちを「ガンプラの民」と呼ぶ。かつては「古き民」やアルスとともにエルドラを襲う侵略者と戦っており、「その怒りの声は大地を焼き尽くし、大海を凍らせ、大気を雷で満たす」と伝えられるほどの強さをもつ。「古き民」の旅立ちとアルスの眠りを見届けたあとはひとりエルドラを見守り続けていたが、永い眠りから目覚めたアルスが「新しき民」を襲い始めたため、その対処に追われることになる。聖獣としての立場から厳格にふるまう反面、情け深い性格でもあり、旧知の仲であったアルスに手心を加えた結果返り討ちにあっている。自分だけではアルスを止められないと悟ると、「古き民」の旅の足跡上にあったGBNからマサキを召喚し共闘するが、アルスに操られたマサキに手を下せず敗北し、自身の甘さが原因で二度も事態を悪化させたことを深く後悔する。特にマサキとの戦いでは左翼の大半を失い、飛行もままならない身となっている。
マサキの一件から二度と外部の者を巻き込むまいと決め、ヒロトたちからの助力の申し出を一度は拒むが、説得の末に承諾する。のちにパルの提案により、エルドリウム鏡砂で形成したガンプラのパーツで翼を補い戦線に復帰。自分が召喚したことでマサキに罪を背負わせ事態を悪化させた責任を取るべくマサキを始末しようとするが、イヴを失ったときと同じ後悔をさせたくないというヒロトの必死の説得を受け思いとどまる。
最終決戦では、復帰したマサキと連携して「BUILD DiVERS」を援護する。

#### ヒトツメ
アルスが「新しき民」を排除すべく組織した軍勢。「ヒトツメ」とはエルドラの民側が付けた通称。
仮面の男 / シド（シドー・マサキ）
声 - 斉藤壮馬
「ヒトツメ」に所属する仮面と鎧姿のダイバー。使用ガンプラはガンダムテルティウム→ガンダムゼルトザーム。その正体は、約半年前にエルドラのミッションでログインしたまま意識不明となったSランクダイバー「シド」。ガンプラを愛する奔放で優しい少年であり、自分をエルドラに召喚したクアドルンとともに「ヒトツメ」と戦っていたが、アルスの洗脳に屈し敵となる。
宇宙でのヒロトたちとの戦いを経て洗脳が解けはじめるが、友のクアドルンやエルドラの民たちを大勢傷つけた罪の意識に押しつぶされそうになり、自分を殺すようヒロトたちに懇願する。やがて暴走状態となったゼルトザームに囚われたままヒロトたちに襲い掛かるが、ヒロトによって機体に取り付けられた洗脳装置を破壊されたため呪縛から解放される。同時に現実世界でも意識が戻り、助けてくれた礼を言うべくヒロトたちを訪ねる。病院や姉のミズキの願いでGBNへの復帰はかなわず、入院先の子どもたちにガンプラ製作を教えていたが、子どもたちの楽しそうな姿とエルドラで奮闘する「BUILD DiVERS」の姿を見たミズキにガンプラへの思いと楽しさを語り、理解を示したミズキから「必ず遅れずに帰ってくること」を条件に復帰を許される。
アルスとの最終決戦では、改修を加えたアドバンスドテルティウムを駆り、クアドルンとともに「BUILD DiVERS」を援護する。
アルス
声 - 石田彰
エルドラの静止衛星内の基地に潜んでいた謎の存在。スキンヘッドの裸体の男性のホログラフィーでヒロトたちのまえに現れる。
その正体は、「古き民」たちが外的脅威からエルドラを守護するために生み出した人工生命体で、「古き民」が宇宙に旅立ってからは戦いの傷を癒すために永い眠りについていた。しかし、目覚めたあとにエルドラで繁栄していた「新しき民」を敵と誤認して攻撃するようになり、かつての同志であったクアドルンとも対立する。太古の戦いでエルドラを守り切れなかった悔恨と、旅立った自分の創造主との再会に備えて今度こそ使命を遂行しようと誓っており、「新しき民」への攻撃をやめるよう説得してきたクアドルンやヒロトたちの言葉にも耳を貸さない。クアドルンに召喚されたマサキを通じてGBNの存在を知り、そこから入手したガンプラの情報をもとに自軍の戦力を強化している。さらにヒロトの過去の経歴を調べ上げ、イヴに関するトラウマを突いた心理戦でヒロトを揺さぶろうとする。
「BUILD DiVERS」との最終決戦では、ヒロトたちの切り札であるリライジングガンダムによって衛星砲を破壊され敗北。クアドルンとマサキから役目は終わったと諭されるが、敗北を認めず「自分の使命を邪魔するガンプラの民（地球人）こそが倒すべき敵」としてGBNに襲撃を仕掛ける。しかし、待ち構えていた有志連合や追撃してきたヒロトたちの奮闘により圧倒されていき、最後はヒロトとリクのビームを受け倒される。その瞬間に創造主のイルハーヴとシャングラの存在と声を垣間見、再会できたことを喜びつつ消滅する。しかし、生前の「エルドラを守りたい」という強い思いはGBN内にとどまり、新たに誕生したELダイバーの赤子へ受け継がれる。

#### 古き民
古代のエルドラに居住していた人類。容姿は地球人類と大差ないが、「白銀の塔」と呼ばれる軌道エレベーターや静止衛星基地、人工生命体といった地球や現在のエルドラをはるかに上回る高度な技術をもち、異星からの侵略など外的脅威から星を守るための防衛システムとしてアルスを生み出した。
侵略者との戦い後は荒廃した星の再生を願い宇宙へと旅立つ者たちと再生した故郷を見たいと残る者たちに分かれ、宇宙へ旅立った者たち以外はその肉体を電送して大いなる時空を旅し、故郷へと戻ってくる計画を立てた。大いなる時空へと旅立った者たちの足跡は現在ではことごとく途絶えているが、そのうちのひとつがGBNにたどり着いており、その足跡を使うことでマサキやヒロトたちが召喚できたとされる。
イルハーヴ、シャングラ
声 - 水瀬いのり、照井春佳
アルスの創造主たち。本編ではクアドルンとアルスの回想にのみ登場。当時の大戦でエルドラを守れず憔悴していたアルスをねぎらい、再会を約束してエルドラを去った。この約束は、皮肉にもアルスが暴走し悲劇を起こすきっかけとなる。

### 一般人
ムカイ・ヒナタ
声 - 若山詩音
ヒロトの幼なじみで同級生。学校では弓道部に所属する一方で、「G-CAFE」のアルバイトとして勤務している。GBNのプレイヤーではないが、子供のころにヒロトと一緒にガンプラ製作をしたり、「ガンダムシリーズ」の資料を読むなどしてそれなりの知識を得ている。ヒロトがGBNを離れる原因となったイヴの存在を認識しているが、あえて詮索はしていない。「BUILD DiVERS」の活動で少しずつ笑顔が戻っていくヒロトの姿を喜び応援する。
最終話エピローグではGBNのアカウントを取得し、巫女のような装束を纏った「BUILD DiVERS」の新米メンバー「ヒナタ」としてエルドラを訪問する。
クガ・オサム
声 - 井上剛
ヒロトの父。職業はフリーの脚本家。息子のガンプラ趣味にも理解を示すよき父親だが、仕事で自室にこもりがちであり、頭髪やひげの手入れを怠っている。自身の経験をもとに、思い悩むヒロトに助言を与えることもある。劇中序盤はスランプにあえいでいたが、徐々に筆が乗り始める。
クガ・ユリコ
声 - 折笠富美子
ヒロトの母。職業はフリーの翻訳家。仕事スタイルは夫と正反対にスマートだが、夫婦仲は良好で互いを尊敬しあっている。手製のチーズケーキはヒナタからも絶賛されるほど美味であり、オサムとの結婚のきっかけになった思い出の品でもある。
マツムラ・ケン
声 - 上田燿司
「THE GUNDAM BASE」の店長で、ガンプラ製作を指導しているガンプラマイスター。ヒロトの顔なじみであり、店で働き始めたヒナタを高評価している。『機動戦士Ζガンダム』に登場する「ヘンケン・ベッケナー」のファンで、口ひげをヘンケンと同じかたちに整えている。最終話では、ヘンケンとうり二つのダイバールックでガンペリーに乗って現れ、コアガンダムの換装用アーマーをヒロトのもとに送り届ける。
シドー・ミズキ
声 - 赤﨑千夏
マサキの姉でヒナタの弓道部の先輩（卒業生）。姉弟仲は良好で、意識不明のまま入院しているマサキを看病している。マサキが意識を取り戻した後はともにヒロトたちに礼を述べるが、再びマサキを失うかもしれないという不安からGBNへの復帰に反対する。しかし、入院先で子どもたちと楽しそうにガンプラを作るマサキと、カザミの投稿動画にある「BUILD DiVERS」のエルドラでの戦いを見たことでマサキのGBNへの思いを理解し、医師を説得して外出許可を取り付ける。

## 登場ガンプラ
過去の「ビルドシリーズ」と同じく複数のメカニックデザイナーがかかわっており、過去作のメカをアレンジしたものや完全新規デザインのものまで、多彩なデザインのガンプラが登場する。これらのガンプラは、過去作と同じくバンダイ（本作からはバンダイスピリッツに移管）から実際に商品化され、「ハイグレードビルドダイバーズRE:RISE」 (HGBD:R)というシリーズ名が与えられている。なお、SDガンダム系の商品の場合は「SDBD:R」と表記される。

### 「BUILD DiVERS」の使用ガンプラ
PFF-X7 コアガンダム
ヒロトがRX-78 ガンダムを参考に製作したオリジナルガンプラで、GBNデビュー当初からの愛機。前身となった機体は景品で獲得したスピードグレードコレクションのガンダムで、戦場で放置された機体の残骸パーツをとっさに組み替えて戦った経験から製作の着想を得ている。通常のガンプラよりも一回り小さいが、軽量ゆえの高機動性とヒロトの操縦技術によって、独自のバトルスタイルを繰り出す。機体色はRX-78-2のトリコロールを参考に青部分をダークブルーとした基本カラーのほか、完成当初の色であるグレー基調のG-3カラー、基本カラーのダークブルーを黒くしたリアルタイプカラーなどのバリエーションがある。
太陽系の惑星をイメージした各種のアーマーを合体することで機体特性を根本的に変化させる連携合体換装システム「プラネッツシステム」の中核を担う機体であり、「コアガンダム」の名も「コア・ファイター的な役割をもつガンダム」に由来している。コンセプト上は『機動戦士ガンダムAGE』の主役機群に近いが、こちらは機体の手足を外さずに各パーツを装着する方式となっており、合体後は通常のガンプラなみの体躯となる。
各アーマーを輸送するサポートメカ「アーマーフレーム」は、MSを載せて飛行可能なS.F.S.（サブフライトシステム）として機能するほか、あらかじめコアガンダム側にも別のアーマーを装着することで、戦闘中に互いのアーマーを交換する「コアチェンジ」や、異なるアーマーの装備を混在させる「リミテッドチェンジ」が可能。
武装は、近・中距離用の小型銃「コアスプレーガン」、左腕の防御装備「コアシールド」、トーチ状の小型ビーム刃を発生させる背部左右の「コアサーベル」2基。各武装は追加アーマー側のパーツを装着することで機能が拡張・特化され、コアサーベルは通常のビームサーベルと同じ刀身長となる。
デザインは海老川兼武。
PFF-X7/E3 アースリィガンダム
アースアーマーと合体した基本性能向上型。基本カラーは青。機体名は地球（アース）+太陽系第3（スリー）惑星に由来する。あらゆるミッションに対応可能な汎用性をもつ。
追加武装は、コアスプレーガンに延長バレルを装着した中・長距離用ビームライフル、コアシールドにライフル用のエネルギーパックを装着した大型シールド。ビームライフル側面にシールドのコネクターを接続することで、通常時よりも強力な砲撃を放つことができる。
PFF-X7/M4 マーズフォーガンダム
マーズアーマーと合体した近接格闘型。基本カラーは赤。アーマーに内蔵された加速デバイスによって高い瞬発力を発揮し、敵の数や大きさを問わず応戦できる。
追加武装は、柄のスリットから射撃用ビームやビームサーベルを発生可能な実体剣「スラッシュブレイド」二振り、刀身を赤熱化させ敵を溶断する実体剣「ヒートレヴソード」と実体斧「ヒートレヴアックス」、展開式のクローを内蔵した両腕のシールドユニット。ヒートレヴソードとヒートレヴアックスは、より強力な「ハートヒートレヴソード」への合体機能をもつ。
PFF-X7/V2 ヴィートルーガンダム
ヴィーナスアーマーと合体した重火器型。基本カラーは緑。バックパックなどの各部に火器が追加され、頭部の強化センサーとの連動で高い命中率を発揮する。追加装甲の防御力も強化され、増設されたホバーユニットによって地上での高速走行が可能。
追加武装は、コアスプレーガンに追加パーツのビームガンを装着した大型火器「ビッグビームバズーカ」、バックパック右側のハードポイントに装着された対艦・対モビルアーマー（MA）用ミサイルポッド、反対の左側に装着されたビームキャノン、両前腕の2連装中型ハンドミサイルポッド、両アンクルガードに内蔵された小型ミサイルベイ。
PFF-X7/M1 メルクワンガンダム
マーキュリーアーマーと合体した水中特化型。基本カラーは濃青。推進用の水流ジェットやひれ状の姿勢制御フィンによって高い機動性を発揮し、深海の高水圧に耐えられるよう装甲も強化されている。プラネッツシステムによる迅速な仕様変更を前提としているため、ある程度の陸戦能力を備えた水陸両用MSが多数を占めるなかでは珍しく、純粋な水中専用機として設計されている。
追加武装は、巻き取りワイヤー付きの銛（ハープーン）1本と射出用小型ニードル内蔵の水中用ビット2基を備えた「ウォーターニードルガン」、バックパック左右に懸架されたひれ状の手持ちブレード「フィンザンバー」2基。
PFF-X7/J5 ジュピターヴガンダム
ジュピターアーマーと合体した宇宙戦型。基本カラーは白。各部に推進器が増設され、機動性が高められている。ジュピターアーマーは、背部と脚部の推進器を後方に向けることで高速形態としての運用が可能。
追加武装は、2種類の射撃モードを備える高初速のビームガトリングガン、両前腕部に装着された分離式のビームガンユニット「マニファービット」2基、ビーム砲・ビームナックル・ビームシールドとしての機能をもつ背部推進器兼用の「マルチコンテナビット」2基。
PFF-X7II コアガンダムII
エルドラでの戦闘経験を反映した総合性能向上仕様。出力と構造の強化に加えて、飛行形態「コアフライヤー」への変形機構が追加されている。既存のアーマーとの合体機能も健在。のちに、特定のバトルフィールドに特化した色違いの同型機も製作される。
武装は従来よりも強化されたコアスプレーガンとコアサーベルに加えて、主翼とビームバルカンを装備したシールド兼コアフライヤー用可変ユニット「コアディフェンサー」。
PFF-X7II コアガンダムII(ティターンズカラー)
重力下戦闘に特化した仕様。『機動戦士Ζガンダム』に登場する「ティターンズ」をイメージした黒と濃紺に塗装されている。地上はもとより、コアフライヤー形態での飛行能力の向上、深海での高水圧に耐えうる構造強化がなされている。
PFF-X7II コアガンダムII(G-3カラー)
宇宙戦に特化した仕様。完成当初の初代コアガンダムと同じG-3カラーで塗装されている。各部スラスターの強化や放熱システムの改良、駆動部へのマグネット・コーティングの見直しによる反応速度の向上がなされている。
PFF-X7II/U7 ユーラヴェンガンダム
ウラヌスアーマーと合体した長距離狙撃仕様。基本カラーは濃紺。汎用性に優れたアースリィに高精度狙撃能力を付加するというコンセプトで製作されており、通常戦闘においても充分な性能を発揮する。
追加武装は、射撃距離に応じて伸縮するバレルとIフィールド発生器内蔵の小型シールドを装着した「ビームシュートライフルU7」、索敵用のマルチセンサーと直接攻撃用のビームバルカンを装備した遠隔操作ユニット「センサービット」3基、両脚外側のスラスターアーマーを有線操作式のセンサーユニットとした「レッグセンサーユニット」2基。センサービットは、ビームシュートライフルの側面に装着することで強化照準器としても機能する。
PFF-X7II/S6 サタニクスガンダム
サターンアーマーと合体した重装格闘戦仕様。基本カラーはオレンジ。本来は『機動戦士ガンダム 鉄血のオルフェンズ』に登場するガンダム・フレーム機との戦闘を想定しており、アーマーに組み込まれた出力向上デバイスによる圧倒的パワーと、工具と重機をモチーフにした質量兵器で相手を粉砕することを目的としている。両足かかと部分には地上走行用のローラーユニットが装備されており、見た目によらない機動性を発揮する。
追加武装は、超高速の連続打撃で装甲を貫徹する右肩の「ブレーカドリル」、挟み込んだ敵をそのまま粉砕する左肩の「ヴァイスプライヤ」。ドリルとプライヤを連結することで、より破壊力を高めた「メガニックドライバー」となる。
PFF-X7II/N8 ネプテイトガンダム
ネプチューンアーマーと合体した特殊巡航仕様。基本カラーはライトグリーン。背部と両前腕のユニットを連結することで巨大なトーラス（円環構造体）を形成し、『機動戦士ガンダムSEED C.E.73 STARGAZER』に登場する「スターゲイザー」と同様の惑星間光波推進システム「ヴォワチュール・リュミエール」を稼働させる。アルスとの最終決戦では、アヴァランチレックスバスターのエネルギーを推力に変換し、僚機とともにエルドラ地表から宇宙にあるアルスの拠点へと向かう。
追加武装は両前腕に内蔵された自衛用ビームガンのみで、さらに背部ユニットと干渉するためコアディフェンサーは装備されない。
PFF-X7II/BUiLD DIVERS リライジングガンダム
カザミの提案をもとに、イージスナイト、ウォドムポッド+、エクスヴァルキランダーの各パーツと合体した最終決戦仕様。プラネッツシステムの究極形といえる姿で、イージスナイトの胸部装甲と四肢が胸部・肩アーマー・両腕を、モビルドールメイを分離させたウォドムポッド+が下半身を、エクスヴァルキランダーの頭部アンテナ・ウイング・武装がウイング、頭部アンテナ・翼部・尻尾をそれぞれ構成する。
武装は、両前腕から発振される巨大なハイパービームサーベル。必殺技は、「考えうる最大火力の解放」をコンセプトに全エネルギーを一点集中して放つ超戦略級の砲撃「グランドクロスキャノン」。発射時は機体の各部を流れるエネルギーの奔流によって、全身が「グランドクロスカラー」と呼ばれる金色に発光する。
コアガンダムII エクストラリミテッドチェンジVer.
GBNに侵攻してきたアルスとの決着をつけるべく、アース、ネプチューン以外の全アーマーのパーツと合体した姿。胴体はウラヌス、右肩はサターン、右腕はヴィーナス、左肩はジュピター、左腕はマーキュリー、両脚はマーズのパーツが装着されている。
ZGMF-X19AK ガンダムジャスティスナイト
カザミが使用するインフィニットジャスティスガンダムの改造機。「正義の騎士」というコンセプトをもとに防御性能を高め、原型機の多彩な武装を整理しつつ重量バランスを見直すことで、あつかいやすい機体に仕上がっている。
武装は、『機動戦士ガンダムF91』などに登場するショットランサーをアレンジした2連装ビームガン内蔵の馬上槍「KT-E03R ライテイ ショットランサー」、ビームサーベルに負けない切れ味をもつ両刃の実体剣「KT-S02E ガラティン ロングソード」、相手を直接打ち払う際にも使用される円形盾「CS-1202 サークルシールド」、原典機の「ファトゥム-01」に代わるマント状のリフターユニット「ナイトウイング」。ナイトウイングは、ランサーとシールドを組み合わせることで単体のサポートマシンとして機能する。
デザインは大河原邦男。
ジャスティッガイ
カザミが使用するプチッガイの改造機。ジャスティスナイトに似せた外装や武装が施されており、大気圏内飛行能力も備えている。「宇宙渡し」の祭りの準備や、下記のイージスナイトが完成するまでの予備機として運用される。
GAT-X303K ガンダムイージスナイト
カザミが「ヒトツメ」との決戦に備えて完成させたイージスガンダムの改造機。インフィニットジャスティスをベースとしたジャスティスナイトよりも旧式の機体がベースとなっているが、ビルダーが込めた思いと作り込みが性能を決定するガンプラバトルにおいては原典作品での優劣は関係なく、カザミが父親に買ってもらった初めてのガンプラがコレクションシリーズのイージスであることが選定の理由になったとされる。ジャスティスナイトのコンセプトを推し進めた「味方を守る盾」となるための防御性能に重点が置かれており、迅速に味方のもとへ駆けつけられる機動性、味方にせまる敵を即座に倒すための攻撃力の向上も防御の要素に含まれている。さらに、コアガンダムの構造を参考にした変形機構も組み込まれており、イージスのスキュラ発射形態に似た強襲戦闘モードと高速巡航モードの2種類のMA形態を使い分ける。後述のリライジングガンダムへの合体時に余剰となる胴体と武装は、小型機のコアファイターとなる。
武装は、ジャスティスナイトのランサーを改修した「KT-E05R ライティショットランサー改」、同じくジャスティスナイトのサークルシールドを改修した「AS-1215 イージスシールド」、シールドの裏側に収納されるビームサーベル「KT-R01B レーヴァテインビームレイピア」、強襲戦闘モード時の各アーム先端から発振されるビームサーベル4基。ランサー、シールド、レイピアを合体させることで、巨大剣「KT-HBS06GW ケラノウスハイパービームソード」となり、使用時は頭部の鶏冠が王冠のように起立する「キングモード」に変形する。
デザインは柳瀬敬之。
JMA0530-MAY ウォドムポッド
メイが使用するウォドムベースのオリジナルガンプラ。シバ・ツカサの助言をもとにメイが自作した機体で、原典機（全高40メートル）より小型でありながらも、内部にMS1機を格納できる構造をもつ。内部に収納されているモビルドールメイからは専用コントローラーを介して操作され、2機に分離しての連携攻撃も可能。豊富な火力による砲撃のほかにも、大型の脚部を活かした強靭な蹴り技を得意とする。さらに脚部を正座のように折りたたむことで、高速飛行形態に変形する。
武装は、対艦戦に対応した胴体右側の大型ビーム砲、1門ごとに口径が異なる左側の3連装ミサイルポッド。さらに機体全体を覆う防御用のバリアを展開することもできる。
デザインは海老川兼武。
JMA0530-MAYBD ウォドムポッド+
背部と両脚に増加装甲の「プラスアーマー」を装着した姿。防御力の向上だけでなく、内蔵されたスラスターによって推進力も強化されている。
HER-SELF モビルドールメイ
ELダイバーであるメイのガンプラとしての姿。基本設計はシバが担当し、一部にコーイチの意見も取り入れられている。サラのモビルドールと同じく、ディメンション内では頭部が機械的な形状に変換される。普段はウォドムポッドの内部に秘匿されており、分離後は体術を駆使したすばやい格闘戦を展開する。パワーもサラ機に匹敵するほど高く、高威力の火器を容易にあつかうことができる。頭髪部は任意の色や模様を発色させるためのスクリーンシートがコーティングされているほか、後ろ髪は機動時の安定性を高めるためのスタビライザーとなる。
武装は左右の大腿に懸架されたビームハンドガン、左右の手甲に内蔵されたビームサーベル、分離しての遠隔操作が可能な上腕左右のビームシールド。
デザインは島田フミカネ。
『バトローグ』では、現実のガンダムベースで限定発売されたブルー基調の「ガンダムベースカラー」で登場。「ワンデイバトルロイヤル」で割り当てられた「IIネオ・ジオング」のハル・ユニットに搭乗する。
竜機化神 / 機竜化士 / 神竜合士 ヴァルキランダー
パルヴィーズが使用するガンダムアストレアTYPE-FベースのSDガンプラ。パル個人からは、『千夜一夜物語（アラビアンナイト）』の登場人物にちなんだ「モルジアーナ」の愛称で呼ばれる。「ガンドランダーシリーズ」をもとに竜の意匠を取り入れた機体で、通常は「ガンドラゴンモード」と呼ばれるドラゴンの姿で活動し、そこから変形した人型の戦士形態が本来の「ヴァルキランダー」となる。両形態ともに飛行時は「スワンウイング」と呼ばれる白鳥のような翼を展開し、人型形態ではさらに足首にガンドラゴンの足爪を装着した第三の形態「龍合身（）モード」となる。なお、本来の想定ではガンドラゴンが最強形態として設定されており、正式名称は「スカーレットドラゴン」と言う。パルヴィーズは過去に受けた心の傷から、飛行能力を封印したガンドラゴンでの運用にとどめていた。ベース機が「ガンダム00シリーズ」の機体であることからトランザムシステムも使用可能であり、発動時はガンドランダーとかけた「ガンドランザム」と呼ばれる。ただし、パルヴィーズの自信のなさからゼルトザームとの決戦まで長らく使用されていなかった。
武装は、ガンドラゴン時の尾の先端（テールブレード）を構成する「GNガンソード」と、同じく尾の一部にガンドラゴン時の頭部が合体した鞘兼用の盾「GNガンシールド」、それぞれ尾の本体を構成する収束ビーム銃「GNフレアーデバイス」、拡散ビーム銃「GNランチャーデバイス」、ガンドラゴン時の頭部から吐き出される球状の火炎竜火球（） 。二挺のビーム銃は、胸部のエネルギー吸入口「ダゴンズ・ジョー」からのエネルギーと頭部の髪の毛状の器官「クーリング・コード」からの冷却を受けて稼働する合体火器「GNメガフレアーデバイス」となる。また、傷を乗り越えたパルヴィーズが機体の真の能力を解放して以降は、竜火球はより強力な「超竜火球弾（）」となる。
デザインは寺島慎也。
アヴァランチヴァルキランダー
強化パーツ「アヴァランチレックスバスター」を装着した姿。名称や外見・機能は、原典作品に登場する「アヴァランチダッシュユニット」を参考にしている。
聖竜機化神 / 聖機竜化士 / 聖神竜合士 エクスヴァルキランダー
聖獣クアドルンの姿を参考にした大規模改修型。機体色は白を基調に塗り替えられ、背部のスワンウイングはクアドルンの翼に似せた「レジェンドウイング」に強化されている。従来の三段変形機構も健在で、パルヴィーズ自身の成長と相まって想定以上の性能向上を果たしている。
武装は、双頭刃の「GNツインガンブレード」としても使用できる連結式の双剣「GNガンブレード」、GNガンシールドの強度向上型である「GNガンシールドカスタム」、さまざまな装備との合体機能をもつ鋭利な短剣「GNグリップダガー」、GNフレアーデバイスにグリップダガーを組み込み強化した「GNメガフレアーデバイス」。ガンシールドカスタムにガンブレード2本とグリップダガーを組み合わせることで、最大威力の大型弩砲「GNエクスバリスター」となる。さらに、ガンブレードはレジェンドウイングの飛行能力強化パーツとしても使用される。
ハロローダー、ハロフィッター
ハロが搭乗して操作する作業用マシン。ローダーは強力なパワーハンドを駆使した重作業、フィッターは多彩な工具を備えるテックハンドを駆使した精密作業に使用される。クアドルンの左翼を修復するために、ハロのダイバールックとなったヒロトとパルが使用する。

### GBNダイバーの使用ガンプラ
RX-93N04 ν-ジオンガンダム（ニュージオンガンダム）
キャプテン・ジオンが使用するνガンダムの改造機。「ジオン側のνガンダム」という矛盾するコンセプトのもとに製作されているが、これは「GBNのマナー改善という使命の対象となるダイバーには、連邦やジオンといった所属は関係ない」というキャプテン・ジオンの決意が体現されているという。
武装は、弓型ビーム砲「ハイメガボウガン」と大型ビームサーベル「ハイメガサーベル」に変形可能な巨大実体剣「ジオニックソード」、分離時は遠隔操作火器「テリブルファンネル」となるマント状の推進器「ケープスラスター」4基、背部の鞘に収納されたコンバットナイフ二振り。
デザインは形部一平。
MSF-007TE ガンダムテルティウム
シドー・マサキが使用するガンダムMk-IIIの改造機。マサキの高い技量を活かすために装甲や機動性の強化といった基本的な改修にとどめつつ、大型武装の使用を考慮した高い拡張性をもつ。
武装は、原典機純正の二種のビームライフル、バックパック上段に背負った2連装マシンガン内蔵の大型槍「ハイパーバーストランス」、バックパック左側のフレキシブルアームに接続されたシールドバインダー裏面の折りたたみ式バスターランチャー「フォールディングバーストランチャー」、両すね前面装甲に内蔵されたビームキャノン2門、バインダー裏面に装備されたビームサーベル2基。
デザインは柳瀬敬之。
ガンダムアドバンスドテルティウム
アルスの洗脳から解放されたマサキが、「BUILD DiVERS」とともに最終決戦に挑むべく改修を加えた姿。背部に一対の推進装置「ヒュージブースター」が追加され、機動性が高められている。
追加武装は、折りたたみ機構やハイパーバーストランチャーとの合体機能を備えたロングビームライフル、ヒュージブースターの左右に装着された連結機能付きのシールド2枚。
GN-0000DVR/SM ガンダムダブルオースカイメビウス
ミカミ・リクが使用するガンダムダブルオースカイの改修機。機体色は、改修前のトリコロールから白・青のツートンに近い色に変更されている。従来の主機関である両肩の「スカイドライヴユニット」は「メビウスドライヴユニット」へと強化されており、トランザムインフィニティなどの改修前の各機能を継承しつつ、飛躍的な出力向上を果たしている。
武装は、フリーダムガンダムとストライクフリーダムガンダムから着想を得た背部左右の複合装備「アームドウイングバインダー」。バインダーの各部には展開式のビーム砲計4門が備えられており、一斉射撃モードである「ハイマットフルバーストモード」への移行が可能となっている。さらに、左右のバインダーはどちらも遠距離ビーム砲「メビウスビームキャノン」、ビームソード「メビウスアロンダイト」として分離・変形する。そのほかにも、アームドウイングバインダーと連結することで強化されるEパック方式のビームライフル2挺、改修前と同型のビームサーベル2基、両腕のスカイブレイサー2基、両脚のスカイレガース2基を装備する。
AGE-TRYMAG ガンダムTRYAGEマグナム（ガンダムトライエイジマグナム）
クジョウ・キョウヤが使用する「HG ガンダムAGE-1」の改造機。『ガンダムトライエイジ』に登場するオリジナルMS「トライエイジガンダム」を参考にしつつ、キョウヤの以前の愛機である「ガンダムAGEIIマグナム」と同じ紫系統で塗装されている。オリジナル機と同じく歴代のガンダムAGEシリーズの要素が集約されており、GBNのパーフェクトレア報酬で獲得した「トライエイジシステム」を搭載している。トライエイジシステムは、専用カードを使うことでさまざまな機体の性能や武装を召喚できるシステムで、カードの組み合わせ次第で多彩な戦術を展開することができる。
武装は、バレルを回転させることで精密射撃モードとなる大型ドッズライフル「トライドッズライフル（ロングドッズライフル）」、1機につき2基のTRYファンネルと1門のドッズキャノンを装備した両肩の小型戦闘機「トライバード」2機、ガンダムAGE-3のものと同等の出力をもつ前腕内蔵式のビームサーベル「トライアームソード」2基、トライエイジシステムと連動したビームカードや防御用のビームマント、大型ビーム剣「トライスラッシュブレイド」などの多彩な形態に変化する背部の多目的装備「トライホルダーフレーム」。
RX-78GP02R天 ガンダムGP-羅刹天（ガンダムジーピーらせつてん）
オーガが使用する「ガンダムGP-羅刹」の改修機。両肩の「フレキシブルオーガバインダー(FOB)」は「フレキシブルオーガバインダー天(FOBT)」へと強化され、携行武装の追加もなされている。
武装は、従来の「GNオーガソード弐式」「羅刹金砕棒（らせつかなさいぼう）」「GNアイズブラスター」に加えて、手持ち使用も可能な背部の疑似太陽炉内蔵型火器「GNリボルバーバズーカ」2門、手持ち武装の保持ができるよう改良されたFOBT先端の「オーガクロー天」2基。
GNX-803DG ドージ刃-X（ドージジンクス）
ドージがオーガから譲り受けた「オーガ刃-X」を改修した機体。ドージの以前の乗機である「煌・ギラーガ」と同じ青基調に再塗装され、一部の武装もそのまま移植できるよう調整されている。
MHF-01DR ロードアストレイダブルリベイク
アルスとの最終決戦でコーイチとシバ・ツカサが使用するガンダムアストレイの改造機。『機動戦士ガンダムSEED ASTRAY 天空の皇女』に登場する「ロードアストレイΩ」をモチーフとしており、機体の前後を反転させる独自の変形機構と、各モードでメインパイロットを切り替える複座操縦方式を採用したことで、弱点となりうる背面の死角をなくしている。コーイチがメインとなる「クアドロ」（表）は射撃主体のスタンダード形態、シバがメインとなる「レベルソ」（裏）は格闘戦に特化した獣のような形態となる。当初はそれぞれのスタイルに特化した機体を個別に製作する予定だったが、二つのスタイルを1機に集約することを提案したコーイチが反対するシバを押し切ったことで現在の仕様となった。
武装は、クアドロ時に高出力ビームサーベル、レベルソ時に巨大なクローをもつ前腕となる両腕の籠手「ガントレットセイバークロウ」、クアドロ時は2門の高出力砲、レベルソ時には姿勢制御用のアクティブバインダーとなる両肩の外套ユニット「ローブバスターライフル」、ローブバスターライフルに付随するワイヤー接続式の射出兵器「トラスティハーケン」2基）。

### ヒトツメのガンプラ
アルスがGBNに存在するガンプラのバトルデータを解析して開発した機体群。おもに複数のガンダム作品に登場する量産型MSが主力機として選定される傾向にあり、グレーの機体色と紫のカメラ・センサーユニットが基本的な特徴となっている。また、ひとつの機種ごとに複数のバリエーションが存在する。
ガードアイ
アルスが開発した警ら用AIマシン。複数の触手が生えた目玉のような形状で、これが「ヒトツメ」の名の由来となった。初期はこのマシン自体が各地で活動していたが、のちにアルスが開発した各MSの操縦ユニットとして使用されるようになる。
エルドラアーミー
デスアーミーの改造機。下記のような複数の派生機が存在する。
武装は、剣とビーム砲を組み合わせた複合兵装「アーミーウエポン」。
JDG-009X-ELB エルドラブルート
下半身に原典作品のデスビーストのような四脚ユニットを装着した陸戦強化仕様。通常機より巨大な特殊個体も存在する。
武装は、先端にビーム砲とワイヤー射出機構を備えた四叉の槍「テトラデント」、エルドラアーミーの脚部を改造した背部ビームキャノン2門。
エルドラブルブルート
下半身を無限軌道化した地上用タンク仕様。両腕はビームバルカンと3本の展開式ヒートネイルをもつスピアーに換装されている
エルドラホバーブルート
下半身をホバーユニットに換装した地上戦仕様。武装は両腕のガトリングガンと両肩のサンダーロッド。
エルドラエアブルート
四肢を滑空用の主翼と尾翼に換装した空中戦仕様。武装は爆撃用の爆弾と格闘戦用のブレード。
エルドラシーブルート
エイの形状を模した水中戦仕様。武装は両肩の「ソニックキャノン」2門、有線射出が可能な両ひれ先端の「ヒート爪」、プラズマ魚雷。
DT-6800EL エルドラドートレス
ドートレスの改造機。原型機の軽量かつ強靭な機体構造、拡張性の高さを受け継いだ全地形対応機で、基本性能はエルドラアーミーを上回る。一方で砲撃に特化しているため、接近戦には弱い。
武装は、4本の砲身を変形させることで収束射撃や広角射撃、高速連射が可能な大型火器「マルチプルバレルライフル」、エルドラアーミーのものよりも高い防御力をもつ左腕のシールド。
GAT-04EL エルドラウィンダム
ウィンダムの改造機。原型機の汎用性や量産性といった総合バランスの高さをアルスに認められ、主力機として採用された。原典機の換装機構も健在であり、一対のバインダーを備えた専用フライトユニットをはじめとする背面用オプション兵装が用意されている。
武装は、接近戦用のハンドアックスやビームサーベルとしても使用できる専用ビームライフル、原典機と同じ両腰のビームサーベル2基、表面に打撃用のスパイク4基を追加したシールド、フライトユニット左右のバインダーを変形させたバインダーガン2門。
エルドラダナジン
ダナジンの改造機。翼や頭部の角、脚部の爪が大型化し、より凶悪な形状になっている。
MSF-007SS ガンダムゼルトザーム
洗脳されたマサキのテルティウムにアルスが改修をほどこした姿。改修前と対照的な黒紫系の機体色と悪魔を想起させる外装、多関節構造の巨大な右腕「ゼルトザームアルム」が特徴で、「ゼルトザーム」の名のとおり「奇妙」な外見を形成している。ゼルトザームアルムは外見どおりの強大なパワーを有し、肘まわりに折りたたまれたフレームを伸長することで攻撃範囲を拡大させる。また、マニピュレーターの指は左右対称の形状をしており、左腕側に装着することも可能。その戦闘力は単機で「BUILD DiVERS」全員の機体と渡り合うほどで、山の民のミッションにおける最大の強敵として立ちはだかる。頭部のアンテナや仮面、ゼルトザームアルムはマサキの洗脳装置を兼ねてアルスが追加したものであるが、素体は地球製の機体であるため、ほかのヒトツメ機では攻撃できない古の民の遺跡を攻撃できる可能性があるとして、ヒロトたちから警戒される。暴走状態になると、機体の各部から触手状のパーツが伸びた有機的な姿となる。
武装は改修前とほぼ同じであるが、バイパーバーストランチャーは「ハイパーデストランス」、ハイパーバーストランチャーは「ハイパーデストランチャー」へと名称変更されている。
デザインは柳瀬敬之。
AGP-X1 アルスコアガンダム
アルスがコアガンダムを参考に独自開発した機体。オリジナル機よりも手足が長い特異な形状をしており、頭部はガードアイを内蔵した単眼状センサーとなっている。通常は、ほかのヒトツメ機と同様にガードアイが操縦する「エルドラコアガンダム」として運用されるが、アルス自身が操縦する場合は頭部センサーの発光色が紫から赤に変化する。オリジナル機とほぼ同規格のプラネッツシステムを採用しており、理論上はオリジナル機のアーマーを装着することも可能とされる。ただし、オリジナル機のような輸送用のアーマーフレームは存在せず、各パーツが直接飛来して合体する方式となっている。ほかのヒトツメ機と同じく複数の同型機が存在し、異なるアーマーを装着した機体同士でチームを組むこともある。
武装はオリジナル機に似たコアスプレーガンに加えて、両手のマニピュレーター自体を発生器としたジェネレーター直結式の高出力ビームブレイドを採用している。
デザインは海老川兼武。なお、下記の各アーマーはそれぞれ別のデザイナーが担当している。
AGP-X1/E3 アルスアースリィガンダム
アースアーマーのデータが反映されたアルスアースアーマーと合体したベーシック仕様。
追加武装は、オリジナル機と同様にコアスプレーガンにバレルを追加したビームライフル。ただしこちらはシールドがないため、高出力射撃時は側面のアームカバーに左腕を接続して、機体から直接エネルギー供給をおこなう。
デザインは柳瀬敬之。
AGP-X1/NU フェイクνガンダム（フェイクニューガンダム）
νガンダムのデータが反映されたフェイクνアーマーと合体した全方位攻撃型。νガンダムの総合的な強さに着目したアルスが、アルスアースアーマーに次ぐ装備として開発する。
追加武装のビームライフル、ビームサーベル、フィンファンネル6基は、オリジナルのνガンダムとほぼ同等の機能をもち、装備位置も同じとなっている。
デザインは刑部一平。
デュビアスアルケーガンダム
アルケーガンダムのデータが反映されたアーマーと合体した姿。胸部と両脚に内蔵された太陽炉により、トランザムシステムの使用が可能となっている。ただし、トランザム中の挙動は直線的で相手に読まれやすく、さらに自力での途中解除が不可能であるため、太陽炉が破損し自滅するという欠点を抱えている。
追加武装は原典機と同様のGNバスターソード、スカートアーマー内に収納されたGNファング。
デザインは原典機のデザインも担当した鷲尾直広。
リバースターンX（リバースターンエックス）
ターンXのデータが反映されたアーマーと合体した姿。内部のエルドラコアガンダムごと機体の各部を分離することができる。
追加武装は、原典機と同様の溶断破砕マニピュレーター、ビームライフル、ビームバズーカなど。
デザインは森木靖泰。

### そのほかのガンプラ
OZ-06MS[MPD] リーオーNPD
前作から登場するリーオーの改造機。本作では「BUILD DiVERS」のクリエイトミッションでの仮想敵として初登場する。

## スタッフ
|                              | Re:RISE | バトローグ                       |
| ---------------------------- | --- | -------------------------------- |
| 企画                         | サンライズ | サンライズ                       |
| 原作                         | 矢立肇、富野由悠季                                                                                                  | 矢立肇、富野由悠季               |
| シリーズ構成                 | むとうやすゆき | N/A                              |
| キャラクターデザイン原案     | ハラカズヒロ | ハラカズヒロ                     |
| キャラクターデザイン         | 戸井田珠里 | 戸井田珠里                       |
| チーフメカアニメーター       | 久壽米木信弥、宇田早輝子                                                                                            | 久壽米木信弥                     |
| メカニックデザイン           | 大河原邦男、海老川兼武、阿久津潤一 石垣純哉、形部一平、島田フミカネ 寺岡賢司、寺島慎也、森木靖泰 柳瀬敬之、鷲尾直広 | N/A                              |
| 美術デザイン                 | 中島美佳 | 中島美佳                         |
| 美術監督                     | 佐藤歩 | 佐藤歩、平良亜以子               |
| 色彩設計                     | 金光洋靖 | 金光洋靖                         |
| 色彩アドバイザー             | 菊池和子 | 菊池和子                         |
| 3DCGディレクター             | 室薗勇輝 | 室薗勇輝                         |
| 音響監督                     | 明田川仁 | 明田川仁                         |
| 撮影監督                     | 新井拓己 | 新井拓己                         |
| 編集                         | 野尻由紀子 | 野尻由紀子                       |
| 音楽                         | 木村秀彬 | 木村秀彬                         |
| 音楽プロデューサー           | 山田智子 外村敬一（ソニー・ミュージックエンタテインメント） 櫻井克彦（rhythm zone）                                 | 山田智子                         |
| アクション監督               | 大張正己 | N/A                              |
| エグゼクティブプロデューサー | 小形尚弘、田村烈 | 小形尚弘                         |
| 制作協力                     | ADKマーケティング・ソリューションズ                                                                                 | N/A                              |
| 企画協力                     | BANDAI SPIRITS ホビー事業部                                                                                         | BANDAI SPIRITS ホビー事業部 創通 |
| プロデューサー               | 岡本拓也 | 岡本拓也                         |
| 制作                         | SUNRISE BEYOND | SUNRISE BEYOND                   |
| 監督                         | 綿田慎也 | 大張正己                         |
| 製作                         | サンライズ、創通 | サンライズ                       |

## 主題歌
「リライズ」
スピラ・スピカによる1st Seasonオープニングテーマおよび最終話エンディングテーマ。作詞は幹葉、作曲は鈴木静那、編曲はIf I。
「MAGIC TIME」
スダンナユズユリーによる1st Seasonエンディングテーマ。作詞は須田アンナ、武部柚那、YURINO、作曲はKENTZ、MARIA MARCUS、編曲はKENTZ。
「HATENA」
PENGUIN RESEARCHによる2nd Seasonオープニングテーマ。作詞・作曲は堀江晶太、編曲は堀江とPENGUIN RESEARCH。
「Twinkle」
スピラ・スピカによる2nd Seasonエンディングテーマ。作詞は幹葉、樹、作曲は渡辺翔、編曲はIf I。
「ハートフル」
スピラ・スピカによる第20話エンディングテーマ。作詞は幹葉、樹、作曲・編曲はSaku。

## 各話リスト
| 話数                                | サブタイトル         | 脚本                        | 絵コンテ                              | 演出                | キャラクター作画監督             | メカニック作画監督                    | 初配信日        |            |            |            |            |            |            |            |            |            |            |            |            |            |            |            |            |            |
| 1st Season                          | 1st Season           | 1st Season                  | 1st Season                            | 1st Season          | 1st Season                       | 1st Season                            | 1st Season      | 1st Season | 1st Season | 1st Season | 1st Season | 1st Season | 1st Season | 1st Season | 1st Season | 1st Season | 1st Season | 1st Season | 1st Season | 1st Season | 1st Season | 1st Season | 1st Season | 1st Season |
| ----------------------------------- | -------------------- | --------------------------- | ------------------------------------- | ------------------- | -------------------------------- | ------------------------------------- | --------------- | ---------- | ---------- | ---------- | ---------- | ---------- | ---------- | ---------- | ---------- | ---------- | ---------- | ---------- | ---------- | ---------- | ---------- | ---------- | ---------- | ---------- |
| ep01                                | 彷徨のコアガンダム   | むとうやすゆき              | 綿田慎也                              | 綿田慎也            | 戸井田珠里                       | 久壽米木信弥 宇田早輝子               | 2019年 10月10日 |            |            |            |            |            |            |            |            |            |            |            |            |            |            |            |            |            |
| ep02                                | 知られざるミッション | むとうやすゆき              | 大久保朋                              | 大久保朋            | 小谷杏子                         | 大張正己                              | 2019年 10月10日 |            |            |            |            |            |            |            |            |            |            |            |            |            |            |            |            |            |
| ep03                                | 守るべき場所         | 山田靖智                    | 大嶋博之                              | 大嶋博之            | 斉藤香 大籠之仁                  | 高瀬健一                              | 10月17日        |            |            |            |            |            |            |            |            |            |            |            |            |            |            |            |            |            |
| ep04                                | 傷ついた翼           | 樋口達人                    | 児谷直樹                              | 児谷直樹            | しんぼたくろう                   | 重田智                                | 10月24日        |            |            |            |            |            |            |            |            |            |            |            |            |            |            |            |            |            |
| ep05                                | いま、翼ひろげて     | ヤスカワショウゴ            | 寺岡巌                                | 中原れい            | 高見明男                         | 山根理宏 阿部宗孝                     | 10月31日        |            |            |            |            |            |            |            |            |            |            |            |            |            |            |            |            |            |
| ep06                                | 崖っぷちのヒーロー   | イシノアツオ                | 大久保朋 久藤瞬                       | 大久保朋            | 大貫健一 石井久美 大籠之仁       | 松田寛                                | 11月7日         |            |            |            |            |            |            |            |            |            |            |            |            |            |            |            |            |            |
| ep07                                | 傷だらけの栄冠       | 山田靖智                    | 斉藤哲人 小林寛                       | 小谷野竜成          | 野崎真一 むらせまいこ            | 久壽米木信弥                          | 11月14日        |            |            |            |            |            |            |            |            |            |            |            |            |            |            |            |            |            |
| ep08                                | 使命と幻影           | 樋口達人                    | イム ガヒ                             | イム ガヒ           | 斉藤香 中本尚                    | 高瀬健一                              | 11月21日        |            |            |            |            |            |            |            |            |            |            |            |            |            |            |            |            |            |
| ep09                                | 隔絶の淵から         | ヤスカワショウゴ            | 久藤瞬 羽原信義                       | 羽原信義            | しんぼたくろう                   | 川原智弘 鈴木勘太                     | 11月28日        |            |            |            |            |            |            |            |            |            |            |            |            |            |            |            |            |            |
| ep10                                | そこにある息吹       | むとうやすゆき              | 大槻敦史                              | 鳥羽聡              | 小谷杏子 山崎克之                | 大張正己                              | 12月5日         |            |            |            |            |            |            |            |            |            |            |            |            |            |            |            |            |            |
| ep11                                | ラストミッション     | イシノアツオ                | 斉藤哲人 児谷直樹                     | 児谷直樹            | 高見明男 石井久美 小暮昌広       | 阿部宗孝                              | 12月12日        |            |            |            |            |            |            |            |            |            |            |            |            |            |            |            |            |            |
| ep12                                | 震える世界           | 山田靖智                    | 大張正己 久藤瞬 綿田慎也              | 久藤瞬              | しんぼたくろう 野崎真一          | 松田寛 山根理宏 久壽米木信弥          | 12月19日        |            |            |            |            |            |            |            |            |            |            |            |            |            |            |            |            |            |
| ep13                                | この宇宙のどこかで   | 樋口達人                    | 寺岡巌 大槻敦史                       | 大久保朋            | 戸井田珠里 斉藤香 大貫健一       | 平岡雅樹                              | 12月26日        |            |            |            |            |            |            |            |            |            |            |            |            |            |            |            |            |            |
| 2nd Season                          |                      |                             |                                       |                     |                                  |                                       |                 |            |            |            |            |            |            |            |            |            |            |            |            |            |            |            |            |            |
| ep14                                | めぐりあい、そして   | ヤスカワショウゴ            | 斉藤哲人                              | 鳥羽聡              | むらせまいこ 石井久美            | 宇田早輝子                            | 2020年 4月9日   |            |            |            |            |            |            |            |            |            |            |            |            |            |            |            |            |            |
| ep15                                | 使命、再び           | ヤスカワショウゴ            | 斉藤哲人 西澤晋 綿田慎也              | 久藤瞬              | 小谷杏子 高見明男                | 鈴木勘太                              | 4月16日         |            |            |            |            |            |            |            |            |            |            |            |            |            |            |            |            |            |
| ep16                                | 天空の大地へ         | 山田靖智                    | 三宅和男 中原れい 久藤瞬              | 三宅和男            | しんぼたくろう                   | 松田寛 山根理宏                       | 4月23日         |            |            |            |            |            |            |            |            |            |            |            |            |            |            |            |            |            |
| ep17                                | 聖獣クアドルン       | イシノアツオ むとうやすゆき | 斉藤哲人 増田敏彦                     | 池野昭二            | 野崎真一 斉藤香                  | 平岡雅樹                              | 4月30日         |            |            |            |            |            |            |            |            |            |            |            |            |            |            |            |            |            |
| ep18                                | 完璧な狙撃者         | 山田靖智                    | 戸部敦夫 福田己津央                   | 大久保朋            | 中本尚 小暮昌広                  | 高瀬健一 久壽米木信弥                 | 5月7日          |            |            |            |            |            |            |            |            |            |            |            |            |            |            |            |            |            |
| ep19                                | 君がいなければ       | むとうやすゆき              | 斉藤哲人 紅優                         | 久藤瞬              | 大籠之仁 むらせまいこ 大貫健一   | 前田清明                              | 7月9日          |            |            |            |            |            |            |            |            |            |            |            |            |            |            |            |            |            |
| ep20                                | 託された願い         | むとうやすゆき              | 増田敏彦 榎本明広                     | 鳥羽聡              | 西田亜沙子 戸井田珠里            | 大張正己                              | 7月16日         |            |            |            |            |            |            |            |            |            |            |            |            |            |            |            |            |            |
| ep21                                | もういちど飛ぶために | ヤスカワショウゴ            | 古田丈司 大槻敦史                     | 池野昭二            | しんぼたくろう                   | 高瀬健一                              | 7月23日         |            |            |            |            |            |            |            |            |            |            |            |            |            |            |            |            |            |
| ep22                                | 刻限のゼルトザーム   | ヤスカワショウゴ            | 斉藤哲人 増田敏彦 福田己津央          | 大久保朋            | 高見明男 小谷杏子                | 松田寛 山根理宏                       | 7月30日         |            |            |            |            |            |            |            |            |            |            |            |            |            |            |            |            |            |
| ep23                                | 選択のとき           | 山田靖智                    | 増田敏彦 大槻敦史                     | 三宅和男 安藤良     | 野崎真一 斉藤香                  | 平岡雅樹                              | 8月6日          |            |            |            |            |            |            |            |            |            |            |            |            |            |            |            |            |            |
| ep24                                | ビルドダイバーズ     | ヤスカワショウゴ            | 榎本明広 古田丈司                     | 鳥羽聡              | 小暮昌広 大籠之仁 中本尚         | 久壽米木信弥 高瀬健一                 | 8月13日         |            |            |            |            |            |            |            |            |            |            |            |            |            |            |            |            |            |
| ep25                                | 僕が描く未来へ       | むとうやすゆき              | 福田己津央 大張正己 斉藤哲人 綿田慎也 | 福田己津央 池野昭二 | 西田亜沙子 むらせまいこ 大貫健一 | 平岡雅樹 宇田早輝子 大張正己          | 8月20日         |            |            |            |            |            |            |            |            |            |            |            |            |            |            |            |            |            |
| ep26                                | Re:RISE              | むとうやすゆき              | 綿田慎也 大槻敦史                     | 綿田慎也            | 斉藤香 戸井田珠里                | 松田寛 久壽米木信弥 山根理宏 高瀬健一 | 8月27日         |            |            |            |            |            |            |            |            |            |            |            |            |            |            |            |            |            |
| ガンダムビルドダイバーズ バトローグ |                      |                             |                                       |                     |                                  |                                       |                 |            |            |            |            |            |            |            |            |            |            |            |            |            |            |            |            |            |
| -                                   | バトローグ           | むとうやすゆき              | 大張正己                              | -                   | 戸井田珠里                       | 久壽米木信弥 平岡雅樹                 | 11月13日        |            |            |            |            |            |            |            |            |            |            |            |            |            |            |            |            |            |

## 配信元・放送局
| 配信期間                                                                     | 配信時間        | 配信サイト                                                         |
| ---------------------------------------------------------------------------- | --------------- | ------------------------------------------------------------------ |
| 2019年10月10日 - 12月26日（1st Season） 2020年4月9日 - 8月27日（2nd Season） | 木曜 20:00 更新 | YouTube ガンダムチャンネル [ 1 ] [ 2 ] ガンダムファンクラブ [ 59 ] |

| 放送期間                                                                    | 放送時間           | 放送局   | 対象地域 | 備考                   |
| --------------------------------------------------------------------------- | ------------------ | -------- | -------- | ---------------------- |
| 2019年10月12日 - 2020年1月11日（1st Season） 2020年4月11日 - （2nd Season） | 土曜 19:00 - 19:30 | BS11     | 日本全域 | BS放送 / 『アニメ+』枠 |
| 2020年1月28日 - （1st Season） 2020年4月28日 - （2nd Season）               | 火曜 22:29 - 23:00 | TOKYO MX | 東京都   |                        |

## 関連番組

### オーディオコメンタリー版
シーズン1終了後には、マギー役の村田太志をMCに、ゲストと共に語り合う、ネタバレ有りのオーディオコメンタリー版も配信されている。
| 話数 | ゲスト                                                                     | 配信日          |
| ---- | -------------------------------------------------------------------------- | --------------- |
| ep01 | 小林千晃(ヒロト役)                                                         | 2019年 12月28日 |
| ep02 | 渕上舞(メイ役)                                                             | 2019年 12月28日 |
| ep03 | 水中雅章(カザミ役)                                                         | 2019年 12月28日 |
| ep04 | 加隈亜衣(フレディ役)                                                       | 2019年 12月28日 |
| ep05 | 南真由(パルヴィーズ役)                                                     | 2019年 12月28日 |
| ep06 | 若山詩音(ムカイ・ヒナタ役)                                                 | 2020年 2月6日   |
| ep07 | 久壽米木信弥（チーフメカアニメーター） 水中雅章（カザミ役）                | 2月13日         |
| ep08 | 岡本拓也（プロデューサー）                                                 | 2月20日         |
| ep09 | 渕上舞（メイ役） 南真由（パルヴィーズ役）                                  | 2月27日         |
| ep10 | むとうやすゆき（シリーズ構成） 加隈亜衣（フレディ役） 柳田淳一（ジェド役） | 3月5日          |
| ep11 | スピラ・スピカ Vo.幹葉（1st Season OPアーティスト）                        | 3月12日         |
| ep12 | 大張正己（アクション監督）                                                 | 3月19日         |
| ep13 | 綿田慎也（監督） 小林千晃（ヒロト役）                                      | 3月26日         |

### Re:RISEセレクト
新型コロナウイルスの感染拡大の影響でシーズン2第19話以降の配信が延期された時期の代替配信。『Re:RISE』の登場メカやキャラクターに関連する作品をピックアップ配信する形式で、エピソードは公式Twitterのファン投票で決定する。
なおTOKYO MX、およびBS11ではガンダムビルドシリーズセレクション『ガンダムビルドダイバーズ』と題して第1クールのダイジェストおよび第18話を放送。
| 回 | 表題                                            | エピソード                                              | 他候補                              | 配信日         |
| -- | ----------------------------------------------- | ------------------------------------------------------- | ----------------------------------- | -------------- |
| 1  | Re:RISEセレクト〜ガンダムジャスティスナイト編〜 | 機動戦士ガンダムSEED DESTINY PHASE-50「最後の力」       | PHASE-42 PHASE-43                   | 2020年 5月14日 |
| 2  | Re:RISEセレクト〜モビルドールメイ編〜           | ガンダムビルドダイバーズ 第25話「新しい世界」           | 第17話 第20話                       | 5月21日        |
| 3  | Re:RISEセレクト〜エルドラドートレス編〜         | 機動新世紀ガンダムX 第1話「月は出ているか？」           | 第8話 第17話                        | 5月28日        |
| 4  | Re:RISEセレクト〜エルドラウィンダム編〜         | 機動戦士ガンダムSEED DESTINY PHASE-16「インド洋の死闘」 | PHASE-9 PHASE-12                    | 6月4日         |
| 5  | Re:RISEセレクト〜コーラサワー編〜               | 機動戦士ガンダム00 2nd Season 第23話「命の華」          | 1st Season 第14話 1st Season 第24話 | 6月11日        |
| 6  | Re:RISEセレクト〜ヴァルキランダー編〜           | 映画 武者・騎士・コマンド SDガンダム緊急出撃            | （投票無し）                        | 6月18日        |
| 7  | Re:RISEセレクト〜ウォドムポッド編〜             | ∀ガンダム 第49話「月光蝶」                              | 第22話 第35話                       | 6月25日        |
| 8  | Re:RISEセレクト〜コアガンダム編〜               | 機動戦士ガンダム 第43話「脱出」                         | 第19話 第37話                       | 7月2日         |

## 公式外伝
前作と同じく、ウェブや雑誌上で展開されるメディアミックス作品群。

### ガンダムビルドダイバーリゼ
『月刊ガンダムエース』2020年1月号から2021年3月号まで連載された漫画作品。以前にガンダムエースで連載された『ガンダムビルドダイバーズブレイク』と同じく、ストーリーは関西リョウジ、作画はしいたけ元帥が担当する。
アニメの『リライズ』と同一の時間軸を舞台に、ELダイバーの少年「リゼ」とSDガンプラ愛好家の中年ダイバー「テツ」との出会いをきっかけとしたストーリーが描かれる。

#### 『リゼ』の登場人物
声優欄のある人物はアニメ本編最終話に登場する。
リゼ
声 - 広瀬裕也
主人公であるELダイバーの少年。生まれて間もないため一般常識や感情表現に欠けており、他者への応対も機械的。しかし、バトルなど感情が高ぶる状況では髪が逆立ち、性格と口調も暴力的になる。出生の場に偶然居合わせたテツに保護され、ELバースセンターで87人目のELダイバーとして登録される。
自分の身の振りかたを模索していたところ、ふと頭に浮かんだ「RISE（ライズ）」の言葉に導かれ、GBNのチャンピオンを目指して活動を始める。ELバースセンターに向かう道中で偶然すれ違ったヒロトのコアガンダムに強く惹かれ、自身の現実世界での活動媒体となるモビルドール「コアガンダムリゼ」の製作をテツに依頼する。
現実世界でガンプラの装備を自作するなどビルダーとしての技量もあるが、当初はオリジナルのコアガンダムの模倣にとどまっており、デビュー戦の相手であるホマリから独創性のなさを指摘される。そこでテツやタイガーウルフに教えを請い、さらに動物園で見た強い獣をモチーフとした初のオリジナルアーマー「リゼマシン」を完成させる。
テツ（ユラギ・テツヤ）
SDガンダムを愛好する中年男性ダイバー。十字傷を負った右目を覆う眼帯に、剃り込み入りの短髪が特徴の渋いダイバールックで活動する。手足が短いSDでは不利とされる徒手格闘を基本戦術としている。自分の目前で偶然生まれたリゼに不思議な縁を感じ、保護者として動向を見守る。
GBNのサービス開始当初からプレイしていた最古参のダイバーであり、当時は本名と同じ「テツヤ」のダイバーネームを名乗り、豹変した状態のリゼに似た荒々しい気迫とファイトスタイルが特徴だった。GBN初のイベントである第一回「GBNチャンピオンリーグ」では決勝戦まで勝ち進むが、クジョウ・キョウヤに完敗。自身の限界を感じ引退するが、GBNへの情熱を捨て去ることはできなかったため、現在のダイバーネームとダイバールックに変えて復帰した。復帰後しばらくは仲間たちとのフォース活動を楽しんでいたが、目を掛けていた初心者のガリュウが急成長する姿を見ると、いずれ自分が追い抜かれるのではないかと恐れるようになり、仲間たちに黙ってフォースを脱退した。
かつて戦ったキョウヤと仲間だったガリュウ、この二人に臆して逃げ出したことは深いトラウマとなり、しばらくは目的もなく惰性でGBNを続けていたが、リゼと出会いその成長を見守るうちに、次第に失いかけた情熱を取り戻していく。
ホマリ（マミヤ・ホマリ）
出版社「ホビーホビー」編集部に所属する新米女性記者。上昇志向が強く、超一流の編集者となるための第一歩としてリゼへの独占インタビューをこころみる。ファイターとしても精力的に活動しており、バトルでは「マックナイフグラデーション」を乗機とする。また、注目のダイバーを独断と偏見で招きインタビューするというGチューブチャンネル「心形（しんぎょう）さんいらっしゃい」のアシスタントも務めている。
インタビュー中に突然リゼからデビュー戦の相手に指名され、途中で人格が豹変したリゼに一時押されつつも、経験の差で完勝する。
ガリュウ
ミカミ・リクに心酔している若いダイバー。乗機はリクが使用するガンダムダブルオースカイを参考にした「ガンダムデスティニースカイ」。テツとは旧知の仲だが、ある出来事をきっかけに疎遠となっていた。ダイバーランクはCになってまだ日が浅いが、同クラスのほかのダイバーではまったく歯が立たないほど強さをもつ。
タイガーウルフ（オオガミ・コタロー）
テレビアニメ『GBD』から登場。近接格闘フォース「虎武龍」のリーダー。自分の殻を破りたいリゼからの相談を受け、その内に秘められた悩みと激しい怒りの感情を見抜く。
シャフリヤール（リュック・アルジェ）
『GBD』から登場。その高い技術力に目を付けたリゼからガンプラ製作の指南を請われるが、リゼがただリクの足跡を追っているだけという現状を指摘し協力を拒む。のちに、自分なりの答えを見つけ再訪してきたリゼに「自分の足元に積み上げてきた経験という土壌がおのずと新たなアイデアを生む」と述べ、リゼが模索していた新アーマー開発のヒントとなる。
メイ
『GBD-R』から登場。GBNで名を挙げてきたリゼに興味を抱き、アニメ本編のエルドラのミッションの合間に接触してくる。リゼにとっては初めて会う同胞のELダイバーであり、なかば勝手に姉として認定される。
ミスターMS（ミスターエムエス）
声 - 興津和幸
「心形さんいらっしゃい」の司会者。サングラスにパーカーを着たノリのいい関西芸人風の男。リゼを番組初のELダイバーゲストとして招く。「メガ粒子杯バトルカイ」では解説役を務める。
ドージ
『GBD』から登場。フォース「百鬼」のメンバーで、フォースリーダーであるオーガの弟。リゼに興味を抱き、その実力を試すためにバトルカイに出場する。本戦一回戦でガリュウと対戦し、互いに満身創痍となる大接戦を演じるが惜敗する。
クジョウ・キョウヤ（キスギ・キョウヤ）
『GBD』から登場。GBNの現チャンピオン。バトルカイ予選での戦斗ガンダムの動きからパイロットの正体がテツであると見破り、予選後にリゼと行動していたテツに祝辞を述べにくる。第一回GBNチャンピオンリーグではテツを圧倒して優勝しているが、テツの実力に対する評価は高く、「一度辞めなければチャンピオンになっていたかもしれない」を引退を惜しんでいる。
オノコ（ユメサキ・エモ）
『GBD-B』から登場。男らしさをテーマに活動しているフォース「魂太（ごんぶと）」のリーダー。筋骨たくましい男性のダイバールックで活動しているが、現実世界では年若い少女。バトルカイ本戦初戦でリゼと対戦する。
パウパド
「ガンプラバトル界の生き字引」と呼ばれるヤギのような老人姿のダイバー。ノーマルのハイモックで数々の名勝負を繰り広げてきた名ファイターであり、テツやキョウヤなどの一流ダイバーたちからは「老師」と呼ばれ尊敬されている。
豹変したリゼにかつてのテツ（テツヤ）と同じ強者の匂いを感じ、テツに当時の強さを取り戻して欲しいという思いからバトルカイに出場する。本戦第一回戦でテツと相対し、あえて一気に仕留めずテツに修行をつけるかのようなバトルを展開する。もくろみどおりテツが当時の力を取り戻すと、即座に降参を宣言する。
アラクラン
ELダイバーを強く憎悪する経歴不明の女性ダイバー。リゼを「紛い物」を使う「作り物」のELダイバーと評し、強い敵意を向ける。
バトルカイ第一回戦では、対戦相手のホマリの力量を認めつつも無傷のまま完勝する。

#### 『リゼ』の登場ガンプラ
PFF-X7R コアガンダムリゼ
テツが、リゼの現実世界用のモビルドールを兼ねて製作したガンプラ。ヒロトのコアガンダムを参考に頭部形状を変更し、全体を赤基調で塗装している。
武装は、オリジナル機と同じコアスプレーガン、オリジナル機から装備数を1基に減らした代わりに鞭状の「ビームウィップ」への切り替え機能をもつ専用ビームサーベル。ビームウィップは下記の各リゼマシンに指示を出すのにも使用される。
PFF-X7R/ANIMA アニマガンダムリゼ
ホマリとの初バトルに敗れたリゼが、ホマリの助言をもとに自作したアニマリゼアーマーと合体した姿。リゼが動物園で見た猛獣のイメージが取り入れられており、高い俊敏性とパワー、鋭い察知能力を備えた強力な装備となっている。分離状態のアーマーはレオ（ライオン）、タイガー（虎）、ベア（熊）、ウルフ（狼）の名を冠した4機のサポートメカ「リゼマシン」として運用される。各リゼマシンは本物の動物のような習性をもち、普段は気ままに行動しているが、リゼから発せられる怒りの感情を感知することで従順になる。
追加武装は、コアスプレーガンに牙状の専用バレルを装着したビームライフル、ライオンのたてがみをイメージした高強度のシールド。必殺技は、四肢にある各リゼマシンのエンブレムにエネルギーを集めて一気に放出するビームオーラ「アニマランページ」。
アウンリゼアーマー
メガ粒子杯バトルカイに向けてリゼが新造したアーマー。リゼがシャフリのアドバイスを受けていたときに岩に映った自分の影からアイデアを思いつき、文字どおり影のようにコアガンダムリゼに付き従う人型支援メカとして完成する。手足は細長い樽のような独特の形状をしているが、通常のMSと同様に格闘戦をこなすことができる。両腕をコアガンダムリゼの両腕に、脚部と胴体を背部に装着したパワー重視形態「ガンダムアウンリゼパワー」、逆にコアガンダムリゼの両腕に両脚、背部に両腕と胴体を装着したスピード重視形態「ガンダムアウンリゼスピード」という二通りの合体パターンがあり、ほかのアーマーや武装も組み合わせることで多彩なパターンを生み出すこともできる。
戦斗ガンダム（ファイトガンダム）
テツが使用する徒手格闘型のSDガンプラ。手足に装着されたグローブアーマーとブーツアーマーのスリットから発生するビームインパクトを利用することで、SDガンプラの欠点であるリーチの短さを克服している。必殺技は、ビームを発生した状態で怒涛の連続攻撃を仕掛ける「戦斗技 獅子王メガ連舞（）」。
マックナイフグラデーション
ホマリが使用する「HG マックナイフ」の改造機。前腕部が3枚の刃をもつ大型品に換装されており、ここから必殺の斬撃技「フォトンナイフ」を繰り出す。原典機の変形機構や武装も健在。
ガンダムデスティニースカイ
ガリュウが使用するデスティニーガンダムの改造機。設計思想はリクのガンダムダブルオースカイに酷似しているが、ダブルオーにデスティニーの要素を組み込んだダブルオースカイとは逆に、デスティニーにダブルオーの要素を組み込む方向で製作されている。切り札は、従来のトランザムシステムをさらに上回る出力と速度を発揮する「トランザム・エタニティ」で、この状態になると必殺射撃技「ハイパースカイブラスター」の使用が可能となる。
機体デザインは柳瀬敬之。
ガンダムジェミナス V-UNIT（ガンダムジェミナス ブイユニット）
アラクランが使用するガンダムジェミナスの改造機。『新機動戦記ガンダムW』本編に登場する5機のガンダムすべての能力を備えた追加装備「V-UNIT」を装着している。

#### 書誌情報
- しいたけ元帥（漫画）、関西リョウジ（シナリオ） 矢立肇・富野由悠季（原作） 『ガンダムビルドダイバーリゼ』 KADOKAWA〈カドカワコミックス・エース〉、全3巻
  1. 2020年3月26日発売、ISBN 978-4-04-109222-4
  2. 2020年8月26日発売、ISBN 978-4-04-109891-2
  3. 2021年2月26日発売、ISBN 978-4-04-109891-2

### HOBBY HOBBY イメージングダイバーズ
『Re:RISE』公式サイトと『月刊ホビージャパン』で月一連載されるガンプラの解説企画。公式サイト版は『Ver.C.Z』、ホビージャパン版は『Ver.MODELERS』と呼ばれる。『Ver.MODELERS』はホビージャパンの発売日である毎月25日に掲載されるのに対し、『Ver.C.Z』の場合は日程が確定されず多少変動する。
『Ver.C.Z』は、『ガンダムビルドファイターズトライ』の公式サイトで連載されていた『HOBBY HOBBY イメージングビルダーズ』の『Re:RISE』版と呼べる企画で、「作中人物のひとりであるキャプテン・ジオンが、作中に登場する各ガンプラを、みずから製作した改造作例とともに独自の考察をまじえて解説する」という体裁を取っている。
『Ver.MODELERS』は、キャプテン・ジオンの作例を実際に製作したプロモデラーによる詳細な製作方法や使用工具などが解説されている。

#### 『イメージングダイバーズ』のガンプラ
Vol.1
コアガンダムライダー
GBNのミッション報酬である2輪車メカ「マシンライダー」に搭乗した地上戦特化形態。コアガンダムは地上戦での迷彩効果を意識したリアルタイプカラーに塗装されている。マシンライダーには「HGBC ガンプラバトルアームアームズ」に付属するサブアームとミサイルポッド、「HGBC バインダーガン」が移植され、サブアームにはコアガンダム側の武装を懸架することも可能となっている。
コアガンダムブースター
シャフリヤールのガンプラ「セラヴィーガンダムシェヘラザード」の支援メカ「プトレマイオスアームズ」を背部に装着した空間戦闘特化形態。コアガンダムは宇宙での視認性低下を狙ったグレー基調のG-3カラーに塗装されている。プトレマイオスアームズ側の太陽炉を活かした推進力の増大に加え、トランザムシステムによる攻撃力の強化がなされている。
スーパーコアガンダム
コアガンダムの背部にアースアーマーを直接装着した形態。名称はGディフェンサーと合体したガンダムMk-IIの通称「スーパーガンダム」に由来する。本来のプラネッツシステムでは余剰ユニットとなるアーマーフレームを有効活用するという発想の転換にもとづいた形態であり、コアガンダム単体としての特性も阻害することなく拡張することができる。なお、アースアーマー用のパーツはウイングとスラスターを兼ねる腕部と脚部のみが使用され、外されたパーツの代わりにガンプラバトルアームアームズのサブアームが両側に追加されている。
Vol.2
量産型ジオニックソード+ザクI+ザクII
キャプテン・ジオンが取材した二人組の女性ダイバーたちの使用ガンプラ。「量産型ジオニックソード」は、キャプテン・ジオンのフォロワーたちがν-ジオンガンダムのジオニックソードの再現を目的に製作した装備で、「キャプテン・ショック」と呼ばれるムーブメントを巻き起こしている。通常のガンプラには巨大であつかいづらいため、軽量化や出力調整を施して装備するのが常套手段となっているが、女性ダイバーたちは「HG THE ORIGIN」のザクIとザクIIの2機がかりで使用することで性能を発揮しきれるよう工夫している。オリジナルのソードモード、ライフルモードに加えて、トンファータイプの「ジオニックα」、ライフルタイプの「ジオニックβ」の2種類に分割できる独自機構が追加されており、通常は装備を2機に分けて戦い、いざというときに合体させて必殺技の「マスプロ・ジオニック・アクシズ墜とし」を繰り出す。
Vol.3
ガンダムフリーダムナイト
キャプテン・ジオンが、カザミのジャスティスナイトと対をなす機体として製作した「HGCE ストライクフリーダムガンダム」の改造機。格闘を主体とした純粋な騎士としてのイメージをもつジャスティスナイトに対し、こちらは原典機がもつ多彩な火器を「光の魔術」にたとえた「魔法騎士」をイメージしている。
武装は、原典機と同じ腹部カリドゥス複相ビーム砲、両腰のクスィフィアス3レール砲とシュペールラケルタビームサーベルに加えて、ジャスティスナイトのものと色違いのライティショットランサー、サークルシールド、ナイトウイングで構成される「インジャティスウェポンズ」一式を装備する。
Vol.4
フルアーマージュピターヴガンダム
ジュピターヴガンダムに、ほかのアーマーの各種装備を追加した重武装。ガンプラバトルアームズを用いてヴィートルーのビームキャノンとミサイルポッド、マーズフォーのスラッシュブレイド、ハートヒートレヴソードを装着。さらに『機動戦士ガンダムUC』に登場する「フルアーマーユニコーンガンダム」をイメージしたミサイルポッドとバインダー、ブースターに加えて、マーキュリーのフィンザンバーとヴィートルーのホバーユニットが組み合わされている。作例ではジュピーターヴを基本としているが、キャプテン・ジオンはほかのアーマーを基本とした無限のバリエーション展開が可能であると述べる。
コアジムL、コアジムR
コアガンダムの胴体にGBNガードフレームの胴部を移植した機体。リアルタイプカラーの胴体にGBNガードフレームのキャノピーヘッドを組み合わせたのが「コアジムL」、G3カラーの胴体にフルフェイスヘッドを組み合わせたのが「コアジムR」。コアガンダムの随伴機としての役割を担っており、ガンプラバトルのチーム戦の基本である3対3での戦闘を目的としている。通常はコアガンダムが使用するアーマーの運搬に専念しており、1機につき最大2機のアーマーフレームを背部に装着することが可能。一方で、胴体部分はコアガンダムと共通のため、戦況次第ではみずからアーマーと合体して戦うことも想定されている。